# Liste der Kulturdenkmäler in Speyer
In der Liste der Kulturdenkmäler in Speyer sind die Kulturdenkmäler in der rheinland-pfälzischen Stadt Speyer aufgelistet. Grundlage ist die Veröffentlichung der Denkmalliste des Landes Rheinland-Pfalz (Stand 20. September 2023).

## Denkmalzonen
| Bezeichnung                                        | Lage | Baujahr                                          | Beschreibung | Bild                           |
| -------------------------------------------------- | --- | ------------------------------------------------ | --- | ------------------------------ |
| Denkmalzone Altstadt nördlich der Maximilianstraße | Bauhof 1–3, Bechergasse 1–5, Domplatz 1, Große Himmelsgasse 5, 6 und 10, Johannesstraße 1–7 und 27–30, Korngasse 1a–10 und 29–36, Salzgasse 1–6, Stuhlbrudergasse 1–5, Wormser Gäßchen 1 und 2 Lage | 18. bis 20. Jahrhundert                          | geschlossene Bebauung vor allem des 18., 19. und frühen 20. Jahrhunderts; nach 1697 aufgebaute barocke Stadt auf mittelalterlichen Gewölbekellern; die Straßen und Quartiere bezeugen die städtebauliche Entwicklung Speyers vom 1. Jahrtausend bis ins Mittelalter | weitere Bilder Fotos hochladen |
| Denkmalzone Altstadt südlich der Maximilianstraße  | Allerheiligenstraße 32, 44 und 45, Brudergasse 5, Domplatz 1c und 2–4, Engelsgasse 1, 2 und 4, Flachsgasse 1–8, Grasgasse 2–4 und 7, Große Pfaffengasse 1–8, 10–12 und 14, Herdstraße 1a, 1–9, 16–40, Judenbadgasse 1, Judengasse 1–12 (ohne Nr. 8a und 8c), Kleine Pfaffengasse, 1–28, Königsplatz (Platzfläche), Kutschergasse 1 und 21–23, Ludwigstraße 1–15, 17–21 und 23, Mönchsgasse 10b, Roßmarktstraße 8, Schlitzergasse 1, Schulergasse 2, Schustergasse 1–10, Spitalgasse 2, Taubengasse 1, Webergasse 1–5 und 9–13 Lage | 18. bis 20. Jahrhundert                          | geschlossene Bebauung vor allem des 18., 19. und frühen 20. Jahrhunderts; nach 1697 aufgebaute barocke Stadt auf mittelalterlichen Gewölbekellern; die Straßen und Quartiere bezeugen die städtebauliche Entwicklung Speyers vom 1. Jahrtausend bis ins Mittelalter | Fotos hochladen                |
| Denkmalzone Siedlung am Wasserturm                 | Am Wasserturm 2–54 (gerade Nummern), 3–17 und 23–39 (ungerade Nummern), Langensteinweg 23–27 (ungerade Nummern) Lage | frühe 1920er Jahre                               | Wohnsiedlung für Postbedienstete; gleich hohe, gleich gestaltete schlichte Walmdachbauten unterschiedlicher Länge mit Vorgärten, frühe 1920er Jahre, Architekt Postbaurat Heinrich Müller | Fotos hochladen                |
| Denkmalzone Siedlung am Woogbach (Südteil)         | Am Woogbach 1–12, August-Becker-Straße 1–4 und 6–12 (gerade Nummern), Am Siechenturm 1, 3 und 5, Blaulstraße 2–32 (gerade Nummern), Burgstraße 29–39 (ungerade Nummern), Christoph-Lehmann-Straße 23–50 und 52, Peter-Drach-Straße 14, 16–48 und 50–72 (gerade Nummern), Schandeinstraße 26–48 (gerade Nummern) Lage | ab 1920                                          | auch Burgfeldquartier; Siedlung der Gemeinnützigen Baugenossenschaft für Arbeiterfamilien; Doppel- und Reihenhäuser in Gartenparzellen, ab 1920 bis Mitte der 1920er Jahre, Architekten Wilhelm Vorholz und H. Scherrmann, Ludwigshafen | Fotos hochladen                |
| Denkmalzone Östlich der Bahnhofstraße              | Bahnhofstraße 38–56b, Hirschgraben 2 Lage | zweite Hälfte des 19. und frühes 20. Jahrhundert | Straßenbild der Ostseite der Bahnhofstraße zwischen Mathäus-Hotz-Straße und Hirschgraben mit den Villen und Wohnhäusern des gehobenen Bürgertums der zweiten Hälfte des 19. und des frühen 20. Jahrhunderts sowie Teil der Stadtbefestigung im südlichen Abschnitt der Bahnhofstraße zwischen den Abzweigungen der Eurichsgasse und der Mathäus-Hotz-Straße | Fotos hochladen                |
| Denkmalzone Siedlung am Bahnhof                    | Bahnhofstraße 68–86 (gerade Nummern), Prinz-Luitpold-Straße 4–12 (gerade Nummern), Richard-Wagner-Straße 1–10, Schubertstraße 1 und 3, Siegbertstraße 1–8, Wormser Landstraße 2–16 (gerade Nummern) Lage | ab 1920                                          | repräsentative, langgestreckte, zwei- und dreigeschossige Baublöcke mit Vorgärten für Offiziere und Beamte der französischen Besatzung im Auftrag des Reichsvermögensamtes, ab 1920; darauf bezogene Dreihäuserblöcke | Fotos hochladen                |
| Denkmalzone Gedächtniskirche der Protestation      | Bartholomäus-Weltz-Platz 5 Lage | 1893–1904                                        | neugotische dreischiffige Halle, Hausteinbau, stadtbildprägender Fassadenturm, 1893–1904, Architekten Julius Flügge und Carl Nordmann, Essen; mit Ausstattung | weitere Bilder Fotos hochladen |
| Denkmalzone Domgarten                              | Domgarten Lage | 1821                                             | den Dom im Norden, Osten und Süden umgebende Parkanlage, 1821 ff. angelegt, 1853 tlw. Neubepflanzung, 1949 ff. Neugestaltung; darin: - ehemalige Antikenhalle (⊙), dreiteilige Loggia mit risalitartigen Pylonen, 1826, Architekt Johann Philipp Mattlener, seit 1930 Kriegerehrenmal; - Ölberg (⊙; siehe Domkirche St. Maria und Stephan); - Denkmal für Friedrich Magnus Schwerd (⊙), Bronzebüste auf Sandsteinpfeiler, 1874, Bronzeguss von Ferdinand von Miller, München; - vier Figurengruppen der salischen Kaiser (⊙), Mitte der 1930er Jahre, von Ludwig Cauer; - Heidentürmchen (⊙); Mauerturm der Stadtmauer, zweigeschossig mit flankierenden runden Treppentürmen, 13. Jahrhundert | weitere Bilder Fotos hochladen |
| Denkmalzone Hochschule für Verwaltungswissenschaft | Freiherr-vom-Stein-Straße 2 Lage | 1958 ff.                                         | in eine große Grünzone eingebetteter Komplex: Schulgebäude als eingeschossiger, verklinkerter Betonbau mit Glaswänden, dreigeschossiges Studentenwohnheim, Mensa und Trafostation 1958 ff., Architekt Sep Ruf, München; 1968 Bibliothekserweiterung | weitere Bilder Fotos hochladen |
| Denkmalzone St.-Georg-Hospital                     | Große Himmelsgasse 1–4, St.-Georgen-Gasse 2, St.-Margarethen-Gasse 1–3, St.-Velten-Gasse 1 Lage |                                                  | Dreifaltigkeitskirche, Westturm der ehemaligen St. Georgskirche, bauliche Reste des St.-Georg-Hospitals, Ruine der ehemaligen St. Valentinskapelle und Ruine des Retschers | Fotos hochladen                |
| Denkmalzone Große Pfaffengasse 13                  | Große Pfaffengasse 13 Lage | 1701                                             | spätbarockes Palais, Walmdachbau, bezeichnet 1701, Umbau und Wiederherstellung im Innern 1811; in den straßenseitigen Gartenmauern schmiedeeiserne klassizistische Gittertore; im Garten neuromanisches Tympanon des Doms, 1857 von Gottfried Renn; zugehörig große Gartenfläche | Fotos hochladen                |
| Denkmalzone Hafenstraße 25                         | Hafenstraße 25 Lage | 1903                                             | ehemaliger Gasthof „Wirtschaft zum Rheintal“, 1903, nach Plänen von Johann Graf; späthistoristischer Klinkerbau mit Nebengebäude und Einfriedung; bauliche Gesamtanlage | BW                             |
| Denkmalzone Siedlung am Speyerbach                 | Hans-Purrmann-Allee 9–17, Dr.-von-Hörmann-Straße 1–9, Gabelsbergerstraße 1–8 und 10–16 (gerade Nummern), Im Oberkämmerer 3–7 und 9–15 (ungerade Nummern) Lage | 1910–30                                          | Siedlung für Beamte, zwischen 1910 und 1930; eineinhalbgeschossige Mansarddach-Doppelhäuser, 1910/11, Architekt Karl Barth; die späteren Bauten zweigeschossige Mehrfamilienhäuser | weitere Bilder Fotos hochladen |
| Denkmalzone Kloster St. Magdalena                  | Hasenpfuhlstraße 32 Lage | erste Hälfte des 13. Jahrhunderts                | weitläufiger Klosterbezirk im Nordosten der Stadt; Kirche sechsachsiger Saalbau, frühgotisch, erste Hälfte des 13. Jahrhunderts und wohl um und nach 1700; mit Ausstattung und Kirchenschatz; Eingang des Klosterbezirks mit spätgründerzeitlichem Torbau, 1889, rückseitig spätbarocke Sandsteinmadonna (Original im Kloster); eingeschossiges Schulhaus mit Walmdach, 1832; in der begrenzenden Stadtmauer Grabkreuze und Erinnerungen, meist aus dem 18. Jahrhundert | weitere Bilder Fotos hochladen |
| Denkmalzone Neuer Friedhof                         | Hertrichweg Lage | 1880                                             | zwischen Wormser Straße, Altem Postweg und Hertrichweg gelegener Friedhof; in Planquadrate aufgeteiltes, ummauertes, 1880 angelegtes Areal, bis 1930 mehrfach achsensymmetrisch erweitert; Leichenhalle und Kapelle (Hertrichweg 4) 1929; ehemaliges Haus des Friedhofsaufsehers (Hertrichweg 6) 1924; Friedhofskreuz von Gottfried Renn; entlang der Hauptachse anspruchsvolle (Familien-)Grabmäler Speyerer Persönlichkeiten 1838–1947; bedeutende Grabmäler auch in der 1888 angelegten israelitischen Abteilung | weitere Bilder Fotos hochladen |
| Denkmalzone Evangelische Diakonissenanstalt Speyer | Hilgardstraße 26–34, Rulandstraße 3, Paul-Egell-Straße 31 und 35 Lage | ab 1884/85                                       | weitläufiger Baukomplex zwischen Diakonissen-, Hilgard-, Martin-Greif-, Paul-Egell- und Rulandstraße; - Diakonissenmutterhaus, dreigeschossiger Gründerzeitbau, 1884/85, Architekt Heinrich Jester, dreieinhalbgeschossige Erweiterung 1930, Architekt J. Ecker & Söhne; - neugotische Hauskapelle; - Wilhelminenstift 1891, Architekt Heinrich Jester; - Wohnhaus für Pfarrer und Vereinsvorstand, Gründerzeitbau, 1893/94, Architekt Heinrich Jester; - Kinderkrankenhaus, Backsteinbau in Pavillonbauweise, Walmdächer, 1898/99, Architekt Heinrich Jester; - Krankenhaus 1906, Erweiterung 1956/57; - ein- und zweigeschossiger Isolierbau, Walmdächer, 1911, Architekt J. Ecker, Landau; - Ökonomiehof, 1924, Architekt J. Ecker & Söhne; - Säuglingsheim, dreigeschossiger Putzbau, 1926, Architekt Wilhelm Ecker; - im Garten Hilgard-Denkmal, 1890 von Robert Cauer dem Jüngeren | Fotos hochladen                |
| Denkmalzone Alter Friedhof (Adenauerpark)          | Hirschgraben Lage | 1502                                             | 1502 zur Verfügung gestellter Garten für die Anlage eines Friedhofs für Arme und Fremde, 1597 erste Erweiterung, 1611 dreiseitige Ummauerung, 1689 erheblich zerstört, 1839–41 zweite Erweiterung, 1881 Schließung, 1958 Umwandlung in Park; etliche bedeutende Grabmäler des 18. und 19. Jahrhunderts um die Kapelle Unserer Lieben Frau (um 1515); nördlich der St.-Bernhard-Kirche (1953/54) abgeschrankter Domkapitularischer Friedhof mit zum Teil mittelalterlichen Grabsteinen; spätbarockes Friedhofskreuz, 1782 von P. A. Linck; zahlreiche Grabdenkmäler Speyerer Persönlichkeiten, 19. und frühes 20. Jahrhundert | weitere Bilder Fotos hochladen |
| Denkmalzone Katholische Seminarkirche St. Ludwig   | Johannesstraße, zu Nr. 8 Lage | ab 1266                                          | gotischer Chor, 1266 ff.; im Kern gotischer Saalbau, neugotischer Umbau 1834/35, Architekt August von Voit, Westjoch mit Abschlusswand 1935, Architekten Albert Boßlet und Ludwig Ihm; entlang Korngasse, Predigergasse und Wormser Gäßchen Umfassungsmauern des ehemaligen Konvents, 1714 und 1825 | weitere Bilder Fotos hochladen |
| Denkmalzone Judenbad/Judenhof                      | Judenbadgasse ohne Nummer Lage | um 1100                                          | Männersynagoge um 1100, Teile der Ost- und Westwand, Kleinquadermauerwerk; Frauensynagoge 1354, Ost- und Westwand, Ziegelmauerwerk; 1689 zerstört, 1965–68 umfangreiche Grabungen; unterirdisches Ritualbad, um oder bald nach 1100 | weitere Bilder Fotos hochladen |
| Denkmalzone Kapuzinergasse                         | Kapuzinergasse 5–36 (ohne Nr. 20 und 29) Lage | Mitte des 19. Jahrhunderts                       | Kleinhäuschensiedlung, Mitte des 19. Jahrhunderts, eingeschossige Putzbauten, Innenhöfe mit Gärten | weitere Bilder Fotos hochladen |
| Denkmalzone Siedlung am Woogbach (Nordteil)        | Lina-Sommer-Straße 2–32 und 34–52 (gerade Nummern), Eugen-Jäger-Straße 1–54, Friedrich-Ebert-Straße 6–46 (gerade Nummern), Kolbstraße 1–26, Erster Gartenweg 1–30, Zweiter Gartenweg 1–26 Lage | ab 1927                                          | Siedlung der Gemeinnützigen Baugenossenschaft für Arbeiterfamilien; Doppel- und Reihenhäuser mit Gartenparzellen, ab 1927 | Fotos hochladen                |
| Denkmalzone Maximilianstraße                       | Maximilianstraße 1–100, Gutenbergstraße 1, Korngasse 11–15 und Postplatz 3 Lage | ab dem 18. Jahrhundert                           | Die Denkmalzone umfasst die gesamte Maximilianstraße zwischen Altpörtel und Kaiserdom einschließlich der angrenzenden Gebäude auf der Nord- und Südseite der Maximilianstraße. Kleinteilige Bebauung, vielfach bis ins 18. Jahrhundert zurückgehend, überwiegend dreigeschossige Wohn- und Geschäftshäuser, auf der Nordseite teilweise Fachwerkbauten | weitere Bilder Fotos hochladen |
| Denkmalzone An der Mühlturmstraße                  | Mühlturmstraße 40 Lage | 19. Jahrhundert                                  | ehemalige Bierbrauerei Zur Sonne; im weitläufigen Anwesen zweigeschossiger klassizistischer Pavillon mit eingeschossigem Anbau, offener Gartenpavillon, Mitte des 19. Jahrhunderts; großvolumiger Backsteinbau, Rundbogenstil, nach 1867; gründerzeitliches Gartenhaus, Backsteinbau mit Walmdach; parkartiger Garten | weitere Bilder Fotos hochladen |
| Denkmalzone Zeppelinschule                         | Neufferstraße 1 Lage | 1911/12                                          | dreigeschossiger, zweiflügeliger Walmdachbau, 1911/12, Architekt Klebe und Vorhölzer, München; Turnhalle, rückwärtig großer Schulhof | Fotos hochladen                |
| Denkmalzone Pionierkaserne                         | Rulandstraße 2–6, Diakonissenstraße 29, Franz-Schöberl-Straße 1–15 (ungerade Nummern) und 2 und Seekatzstraße 1 Lage | 1888                                             | Kaserne für das 2. Bayerische Pionierbataillon, 1888, gründerzeitlicher Baukomplex mit unterschiedlich reich ausgestalteten Backsteinbauten | Fotos hochladen                |
| Denkmalzone Salierstraße                           | Salierstraße 1–23 (ungerade Nummern), 2, 6, 8, 10 und 18–26 (gerade Nummern), Friedensstraße 7, Slevogtstraße 1 und 2 Lage | 1910/12                                          | Miethäuser in geschlossener Häuserzeile, 1910/12, zweieinhalbgeschossige gleichartige, individuell variierte Putzbauten | weitere Bilder Fotos hochladen |
| Denkmalzone Feuerbachpark                          | Schraudolphstraße 6–31, Diakonissenstraße 28 und 30, Gayerstraße 1, Kreuztorstraße 21, 22, Ludwigstraße 70–80, Slevogtstraße 1–4 Lage | 1911                                             | Park und umgebende Bebauung, 1911 durch Umwandlung einer Lehmgrube aus dem 15. Jahrhundert entstanden | weitere Bilder Fotos hochladen |
| Denkmalzone Schützenstraße                         | Schützenstraße 1–11 (ungerade Nummern), 4–26 (gerade Nummern), 21, 29, 30, 32, Gilgenstraße 16 Lage | zweite Hälfte des 19. Jahrhunderts               | prächtigende zweigeschossige Wohnbauten im Stil der Gründerzeit | BW                             |
| Denkmalzone Schwerdstraße 58                       | Schwerdstraße 58 Lage | 1934/35                                          | Villenanwesen auf Gartengrundstück, Walmdachvilla, 1934/35, Architekt August Josef Peter | Fotos hochladen                |
| Denkmalzone St.-Markus-Straße 6                    | St.-Markus-Straße 6 Lage | ab 1726                                          | auf dem ehemaligen barocken Gartengrundstück straßenseitig Traufenhaus mit Durchfahrt, um 1850; rückwärtig spätbarockes Gartenhaus, eingeschossiger Mansardwalmdachbau, bezeichnet 1726 | Fotos hochladen                |
| Denkmalzone St.-Markus-Straße 10/12/14             | St.-Markus-Straße 10/12/14 Lage | 1904/05                                          | Gruppe von drei malerischen Villen in Ziergärten, 1904/05, Architekt Georg Weber | weitere Bilder Fotos hochladen |
| Denkmalzone Tränkgasse 1                           | Tränkgasse 1 Lage | 18. Jahrhundert                                  | ummauerte Fachwerk-Hofanlage, Wohnhaus mit Treppenturm und Galerie, 18. Jahrhundert; Fachwerk-Wirtschaftsgebäude entlang des Speyerbachs | Fotos hochladen                |
| Denkmalzone Tränkgasse 2                           | Tränkgasse 2 Lage | 18. Jahrhundert                                  | Fachwerk-Hofanlage, 18. Jahrhundert; Wohnhaus sowie Scheunen- und Stallgebäude | weitere Bilder Fotos hochladen |
| Denkmalzone Kloster St. Dominikus                  | Vincentiusstraße 4 Lage | 1908–10                                          | Kloster der Armen Schulschwestern; ausgedehnte Anlage an Vincentius- und Otto-Mayer-Straße mit Kirchenbau, Klausur, Schul- und Noviziatsflügel sowie ehemaligem Wohnheim der Internatsschülerinnen, 1908–10, Architekt Rudolf von Perignon; zweieinhalbgeschossige Mansardwalmdachbauten, Mutterhaus mit Dachturm, neubarocke Motive | Fotos hochladen                |

## Einzeldenkmäler
| Bezeichnung                                              | Lage                                                                  | Baujahr                                | Beschreibung | Bild                           |
| -------------------------------------------------------- | --------------------------------------------------------------------- | -------------------------------------- | --- | ------------------------------ |
| Stadtbefestigung                                         |                                                                       | vor 969                                | bauliche Gesamtanlage; von der ottonischen, 969 erstmals erwähnten Stadtmauer erhalten Reste hinter Holzmarkt 6 und bei Margaretengasse 1–5; die mit 21 Türmen bewehrte mittelalterliche Stadtmauer der Kernstadt (im Wesentlichen erste Hälfte des 13. Jahrhunderts) und der Vorstädte (14. und 15. Jahrhundert) mit Graben und äußeren Grabenmauern, 1689 großteils geschleift; von den Türmen der Kernstadtbefestigung erhalten: - der stadtbildprägende Altpörtel, 13. Jahrhundert (Maximilianstraße 54; ⊙), - der untere Teil des hochmittelalterlichen Schmiedeturms (am Südende der Zeppelinstraße; ⊙), - östlich des Doms das Heidentürmchen, spätes 13. Jahrhundert mit Mauerzug (⊙); von der Befestigung der Gilgenvorstadt erhalten: - Stümpfe dreier spätmittelalterlicher runder Mauertürme („Zum Drachen“ (⊙), „Zur Taube“ (⊙), „Zum Bock“ (⊙)), - Reste des Schwalbenturms mit Teil des Grabens (⊙); von der Befestigung der Vorstadt überm Hasenpfuhl erhalten: - Mauerreste mit dreiteiliger Bogenbrücke („Riegel“) über den Nonnenbach (⊙), - im Abschnitt zwischen Allmendstraße und Eselsdamm zwei rechteckige Mauertürme („Zum Bären“ (⊙), „Zum Löwen“ (⊙)); von der im 15. Jahrhundert angelegten Landwehr erhalten: - die Wormser Warte, bezeichnet 1451 (Wormser Landstraße 265; ⊙); Reste der Stadtmauer erhalten an, in oder hinter den Häusern Am Hammelturm 1, Allerheiligenstraße 23 und 24–31, Bahnhofstraße/Am Klipfelstor, Bahnhofstraße/Adenauerpark, Domgarten, Domplatz 6, Farrenturmstraße 9–19, Feuerbachstraße 1, Fischergasse 11–29, Große Pfaffengasse 1–5, Gutenbergstraße 1, Hasenpfuhlstraße 37 und 38, Hirschgraben, Holzmarkt 4, Karl-Leiling-Allee 5, Lauergasse 2–7, 11–16 und 21–37, Mühlturmstraße 12–26, Neufferstraße/Am Drachenturm, Petschegasse 4/6, Pistoreigasse 1, 2 und 8–14, Rheintorstraße 6–9, Roßmarktstraße 11–23, 26, 27 und 35, St.-Markus-Straße 43, Schiffergasse 22 und 23, Steingasse 17, Zeppelinstraße 1–9 und 31–39 (jeweils ungerade Nummern) | weitere Bilder Fotos hochladen |
| Feuerbachhaus                                            | Allerheiligenstraße 9 Lage                                            | vor 1800                               | Tagelöhnerhaus, eingeschossiger Krüppelwalmdachbau, kurz vor 1800 | weitere Bilder Fotos hochladen |
| Wohnhaus                                                 | Allerheiligenstraße 10 Lage                                           | Mitte des 19. Jahrhunderts             | sandsteingegliederter Putzbau, gegen Mitte des 19. Jahrhunderts | Fotos hochladen                |
| Sakramentshaus                                           | Allerheiligenstraße 11 Lage                                           | vor 1712                               | winkelförmiges, spätbarockes Herrenhaus, vor 1712, mit Ausstattung; tonnengewölbte Keller vor 1689; Mauer mit Torfahrt | Fotos hochladen                |
| Kuprion‘sches Anwesen                                    | Allerheiligenstraße 13/14 Lage                                        | 18. Jahrhundert                        | klassizistischer Winkelbau, im Kern spätbarock; tonnengewölbter Keller vor 1689 | Fotos hochladen                |
| Wohnhaus                                                 | Allerheiligenstraße 19 Lage                                           | Mitte des 19. Jahrhunderts             | Putzbau, Mitte des 19. Jahrhunderts, Ladeneinbau 1927 | Fotos hochladen                |
| Wohnhaus                                                 | Allerheiligenstraße 20 Lage                                           | 18. Jahrhundert                        | ehemaliges Kanonikerhaus des Allerheiligenstiftes; spätbarocker Mansarddachbau, 18. Jahrhundert | Fotos hochladen                |
| Wohnhaus                                                 | Allerheiligenstraße 21 Lage                                           | 1821                                   | Wohnhaus mit Krüppelwalmdach, bezeichnet 1821, mit Chorstrebepfeiler der ehemaligen Peterskirche; rückwärtig jüngeres Wohnhaus über spätbarockem Keller mit Teilen der Westwand der Kirche | Fotos hochladen                |
| Wohnhaus                                                 | Allerheiligenstraße 22 Lage                                           | vor 1790                               | an die Stadtmauer angebautes Wohnhaus, vor 1790 | Fotos hochladen                |
| Stadtmauer                                               | Allerheiligenstraße, in Nr. 23 Lage                                   |                                        | rückseitig Teil der Stadtmauer | Fotos hochladen                |
| Stadtmauer                                               | Allerheiligenstraße, in Nr. 24–31 Lage                                |                                        | rückseitig Stadtmauerrest/-verlauf | Fotos hochladen                |
| Wohnhaus                                                 | Allerheiligenstraße 33 Lage                                           | vor 1870                               | Wohnhaus mit Mansarddach, angeblich kurz vor 1870, im Kern wohl spätbarock; rückwärtig Putzbau, vor 1714, älterer Keller (16. Jahrhundert?) | Fotos hochladen                |
| Fabrikgebäude                                            | Am Hammelturm 1, St.-German-Straße 7 und 9a–9c Lage                   | 1904                                   | ehemalige „Melchior Hess Filzfabrik“, viergeschossiger Ziegelbau mit hohen Fenstern und flachem Dach, 1904 (Am Hammelturm 1); zwei- bis dreigeschossiges Vordergebäude mit Jugendstilmotiven nur wenig jünger; bei beiden Bauten im Hennebique-System die Konstruktionen erhalten (St.-German-Straße 9a–9c); zugehörig das Pförtnerhaus (St.-German-Straße 7) | weitere Bilder Fotos hochladen |
| Fabrikgebäude und Flugzeughalle                          | Am Technik Museum 1 Lage                                              | 1917                                   | ehemaliges Magazin- und Bürogebäude der Pfalz-Flugzeugwerke, herrschaftlicher klassizierender Monumentalbau mit Mansardwalmdach, 1917, Architekt Albert Friedrich Speer, Mannheim; ausgedehnte Flugzeughalle („Liller Halle“), 1917 unter Speer erweitert (⊙) | Fotos hochladen                |
| Wasserturm                                               | Am Wasserturm ohne Nummer Lage                                        | 1883                                   | dreiteiliger Backsteinbau, 1883, Architekt Adolf Friedrich Lindemann; städtebaulicher Mittelpunkt der Siedlung | weitere Bilder Fotos hochladen |
| Baumwollspinnerei                                        | An der Baumwollspinnerei 2 Lage                                       | 1889                                   | ehemalige Baumwollspinnerei; imposanter dreigeschossiger Backsteinbau, 1889, Erweiterung 1904, Architekt Kurth, mit Ausstattung | weitere Bilder Fotos hochladen |
| Wohnhaus                                                 | Armbruststraße 4 Lage                                                 | vor 1898                               | dreigeschossiges Wohnhaus, gründerzeitlicher Backsteinbau, vor 1898 | Fotos hochladen                |
| Wohnhaus                                                 | Armbruststraße 16 Lage                                                | 18. Jahrhundert                        | Wohnhaus mit Nebengebäude, im Kern wohl aus dem 18. Jahrhundert, Mitte des 19. Jahrhunderts klassizistisch überformt | Fotos hochladen                |
| Städtische Gasanstalt: Verwaltungs- und Wohngebäude      | Armensünderweg 17 Lage                                                | 1904                                   | Verwaltungs- und Direktorenwohnhaus der Städtischen Gasanstalt; repräsentative Gründerzeitvilla mit Mansardwalmdach, 1904 | Fotos hochladen                |
| Städtische Gasanstalt: Turbinenhaus                      | Armensünderweg 17a Lage                                               | 1904                                   | Städtische Gasanstalt; Einrichterei mit Turbinenhaus, 1904 | Fotos hochladen                |
| Gasthaus Zur Post                                        | Bahnhofstraße 1 Lage                                                  | 18. Jahrhundert                        | spätbarockes Eckwohn- und Geschäftshaus, 18. Jahrhundert; platzbildprägend | Fotos hochladen                |
| Zigarrenfabrik                                           | Bahnhofstraße 7, Untere Langgasse 5 Lage                              | ab 1864                                | ehemalige Zigarrenfabrik, ab 1864 bis in das frühe 20. Jahrhundert; bauliche Gesamtanlage: - Wohn- und Geschäftshaus, vor 1867, Architekt Franz Joseph Herbst, mit Anbau von 1907; - Kontor in Fachwerk, Ende des 19. Jahrhunderts, über barockem Keller; - Fabrikgebäude, 1864, 1907 oder frühes 20. Jahrhundert | Fotos hochladen                |
| Wohn- und Geschäftshaus                                  | Bahnhofstraße 11 Lage                                                 | um 1860                                | dreigeschossiges Zeilenwohn- und Geschäftshaus, um 1860, Architekt Franz Joseph Herbst | Fotos hochladen                |
| Wohn- und Geschäftshaus                                  | Bahnhofstraße 13 Lage                                                 | vor 1867                               | repräsentatives Eckwohn- und Geschäftshaus, vor 1867, Architekt Franz Joseph Herbst, wenig jüngerer Anbau | Fotos hochladen                |
| Villa Körbling                                           | Bahnhofstraße 15 Lage                                                 | 1910/11                                | repräsentative Mansardwalmdach-Villa in Garten, 1910/11, Architekt Karl Barth; mit Ausstattung | weitere Bilder Fotos hochladen |
| Villa Sick                                               | Bahnhofstraße 17 Lage                                                 | 1870er Jahre                           | herrschaftliche Villa, zweieinhalbgeschossiger Neurenaissancebau, 1870er Jahre, Architekt Heinrich Jester; Ausstattung | Fotos hochladen                |
| Zinshof                                                  | Bahnhofstraße 23–29 Lage                                              | 1862                                   | langgestreckter Putzbau mit Mittelrisalit, 1862, Architekt Ferdinand Ziegenhain | Fotos hochladen                |
| Villa                                                    | Bahnhofstraße, zu Nr. 31 Lage                                         | um 1870                                | spätklassizistische Walmdach-Villa, um 1870, Architekt wohl Heinrich Jester | Fotos hochladen                |
| Wohnhaus                                                 | Bahnhofstraße 33 Lage                                                 | vor 1900                               | zweiachsiges gründerzeitliches Zeilenwohnhaus, sandsteingegliederter Backsteinbau, kurz vor 1900 | Fotos hochladen                |
| Wohnhaus                                                 | Bahnhofstraße 35 Lage                                                 | vor 1900                               | gründerzeitliches Zeilenwohnhaus, sandsteingegliederter Backsteinbau, kurz vor 1900 | Fotos hochladen                |
| Wohnhaus                                                 | Bahnhofstraße 37 Lage                                                 | 1899                                   | gründerzeitliches Zeilenwohnhaus, sandsteingegliederter Backsteinbau, 1899 | Fotos hochladen                |
| Villa                                                    | Bahnhofstraße 38/40 Lage                                              | 1886                                   | Doppelvilla mit Mansardwalmdach, sandsteingegliederter Backsteinbau, Neurenaissance, bezeichnet 1886 und 1887, Architekt Johann Graf; Nr. 38 mit Backsteinpavillon mit Zeltdach, Nr. 40 Eisentor mit Reichsadlern, 1907 | weitere Bilder Fotos hochladen |
| Güterhallen                                              | Bahnhofstraße 41a–c Lage                                              | Mitte des 19. Jahrhunderts             | Güterhallen und Bedienstetenwohnungen der Pfälzischen Eisenbahnen; sandsteingegliederte Zeilenbauten, dazwischen eingeschossige Hallen, Mitte des 19. Jahrhunderts, südlich anschließende Teile nach 1884 | Fotos hochladen                |
| Wohnhaus                                                 | Bahnhofstraße 42 Lage                                                 | 1899                                   | gründerzeitlicher sandsteingegliederter Backsteinbau, 1899, mit Ausstattung | Fotos hochladen                |
| Wohnhaus                                                 | Bahnhofstraße 44 Lage                                                 | um 1890                                | anspruchsvoller sandsteingegliederter Backsteinbau mit Mansarddach, Neurenaissance, um 1890, Architekt Friedrich Graf | BW                             |
| Wohnhaus                                                 | Bahnhofstraße 46 Lage                                                 | um 1890                                | anspruchsvoller sandsteingegliederter Backsteinbau mit Mansarddach, Neurenaissance, um 1890, Architekt Friedrich Graf | Fotos hochladen                |
| Wohnhaus                                                 | Bahnhofstraße 48/50 Lage                                              | 1902                                   | anspruchsvolles historistisches dreigeschossiges Zeilen-Doppelhaus, 1902, Architekt Friedrich Graf sen. | Fotos hochladen                |
| Wohnhaus                                                 | Bahnhofstraße 52 Lage                                                 | 1905/06                                | dreigeschossiges neugotisches Zeilenwohnhaus, 1905/06, Architekt Friedrich Graf jun., Jugendstil-Fenster | Fotos hochladen                |
| Villa Ecarius                                            | Bahnhofstraße 54/56 Lage                                              | 1889–92                                | schlossartige Doppelvilla, 1889–92, Architekt Heinrich Jester; mit Ausstattung | weitere Bilder Fotos hochladen |
| Gasthaus Gambrinus                                       | Bahnhofstraße 66 Lage                                                 | 1891/92                                | repräsentativer Gründerzeitbau mit Mansarddach, sandsteingegliederter Backsteinbau, 1891/92, Architekt Friedrich Graf | Fotos hochladen                |
| Gaststätte                                               | Bahnhofstraße 68 Lage                                                 | 1863                                   | ehemaliger Gasthof, bezeichnet 1863, sandsteingegliederter Putzbau; Eiskeller | Fotos hochladen                |
| Villa                                                    | Bahnhofstraße 104 Lage                                                | zweites Viertel des 19. Jahrhunderts   | klassizistische Villa, Attikageschoss, zweites Viertel des 19. Jahrhunderts | Fotos hochladen                |
| Wohnhaus                                                 | Bauhof 1 Lage                                                         | 18. Jahrhundert                        | Eckwohnhaus, 18. Jahrhundert | weitere Bilder Fotos hochladen |
| Wohnhaus                                                 | Bauhof 2 Lage                                                         | 15. oder 16. Jahrhundert               | Anwesen des Ratshofes; Wohnhaus, 18. Jahrhundert, im Kern aus dem 15. oder 16. Jahrhundert | weitere Bilder Fotos hochladen |
| Hotel Domhof (Vordergebäude)                             | Bauhof 3 Lage                                                         | 1469                                   | Anwesen des Ratshofes und des Reichskammergerichtes; langgestreckter sandsteingegliederter Putzbau, bezeichnet 1469 und 1780 (Veränderungen) | weitere Bilder Fotos hochladen |
| Hotel Domhof (Hintergebäude)                             | Bauhof 4 Lage                                                         | Ende des 19. Jahrhunderts              | langgestreckte Zweiflügelanlage, Ende des 19. Jahrhunderts, Außenwand auf ottonischer Stadtmauer | Fotos hochladen                |
| Komödienhaus                                             | Bauhof 5 Lage                                                         | drittes Viertel des 18. Jahrhunderts   | ehemaliges Komödienhaus; barocker Saalbau, drittes Viertel des 18. Jahrhunderts (vor 1766), 1925 teilweise verändert | Fotos hochladen                |
| Wohn- und Geschäftshaus                                  | Bismarckstraße 40 Lage                                                | 1924                                   | Eckhaus mit halbrundem Turm, südseitig Werkstattbau mit Waschhaus, 1924, Architekt Georg Schwartz | Fotos hochladen                |
| Wohnhaus                                                 | Brudergasse 2 Lage                                                    | frühes 18. Jahrhundert                 | spätbarockes Wohnhaus mit Walmdach, frühes 18. Jahrhundert; Renaissance-Gewölbekeller und Außenwände eines Treppenturms, im Hof dreigeschossiges Wohnhaus, 19. Jahrhundert | Fotos hochladen                |
| Wohnhaus                                                 | Brudergasse 5 Lage                                                    | um 1706                                | spätbarocker Winkelbau, um 1706; hofseitig Relief, um 1760, wohl von Vincenz Möhring; tonnengewölbte Keller vor 1689; anschließen historische Mauer mit teilweise spätmittelalterlichen Hausresten; im Hof spätbarockes Oberlichtportal, bezeichnet 1705 | Fotos hochladen                |
| Villa Roos                                               | Burgstraße 11 Lage                                                    | um 1908                                | zweieinhalbgeschossiges Wohn- und Geschäftshaus, repräsentativer Mansardwalmdachbau, Teepavillon mit Schweifhaube, Einfassung, um 1908, Architekt Georg Weber | Fotos hochladen                |
| Domnapf                                                  | Domplatz Lage                                                         | 1490                                   | Sandsteinschale auf Unterbau, 1490 | weitere Bilder Fotos hochladen |
| Gastwirtschaft Zum Domnapf                               | Domplatz 1 Lage                                                       | 18. Jahrhundert                        | Putzbauten, 18. Jahrhundert | weitere Bilder Fotos hochladen |
| Katholische Domkirche St. Maria und St. Stephan          | Domplatz 1a Lage                                                      | ab dem 11. Jahrhundert                 | mächtige, dreischiffige Gewölbebasilika über lateinischem Kreuz, mit Vorhalle, Ost- und Westturmgruppe, um 1027 von Konrad II. gestiftet, Kryptenweihe 1041, Hochaltarweihe 1046, 1061 Schlussweihe (Speyer I); Umgestaltung und Hochschiffseinwölbung unter Heinrich IV. nach 1080; St.-Afra-Kapelle und Doppelkapelle St. Emmeran und St. Katharina unter Heinrich IV.; Speyer II: Umbau und Erweiterungen bis zum frühen 12. Jahrhundert; Sakristeianbau 1409–11; nach Stadtbrand 1689 Wiederherstellung des Ostbaus, 1755 ff. Abtragung der oberen Teile des Westbaus mit Türmen, 1772–78 Wiederaufbau der 1689 zerstörten Langhausjoche, neuer Westbau unter Einbeziehung der romanischen Vorhalle, Architekt Franz Ignaz Michael Neumann; 1794 Verwüstung durch französische Revolutionstruppen, 1818–22 Wiederherstellung und Neuweihe, 1846–53 Nazarener-Ausmalung durch Johann von Schraudolph und Joseph Schwarzmann, 1854–58 neuromanischer Westbau, Architekt Heinrich Hübsch, 1900–06 Kaisergruft, 1957–61 umfassende Restaurierung; Ausstattung: Skulpturen vom 13. bis zum 19. Jahrhundert, Domschatz; auf der Südseite: Ölberg (⊙), 1504 begonnen, 1509–12, Entwurf von Lorenz Lechler, Heidelberg, Skulpturen von Hans und Lienhart Syfer, Heilbronn, nach Zerstörungen 1689 und 1793/94 Ende des 19. Jahrhunderts Wiederherstellung | weitere Bilder Fotos hochladen |
| Vikarienhof                                              | Domplatz 1c, 2, Kleine Pfaffengasse 12, 13, Maximilianstraße 1–4 Lage | um 1704                                | ehemaliger Vikarienhof, jetzt Bischofspalais; spätbarocke Dreiflügelanlage mit Walmdächern, um 1704, Umbau 1821 | weitere Bilder Fotos hochladen |
| Hof zum großen Birnbaum                                  | Domplatz 3 Lage                                                       | 1710                                   | ehemaliger Hof zum großen Birnbaum, jetzt bischöfliches Ordinariat; spätbarocker Walmdachbau, bezeichnet 1710, bauzeitliches Nebengebäude mit Walmdach, Umfassungsmauer; tonnengewölbter Keller älter; platzbildprägend | weitere Bilder Fotos hochladen |
| Hof zum großen Senfgarten                                | Domplatz 4 Lage                                                       | 1704                                   | ehemaliger Hof zum großen Senfgarten; ummauerte spätbarocke Hofanlage, Mansardwalmdachbau, Nebengebäude bezeichnet 1704, tonnengewölbte Keller älter | weitere Bilder Fotos hochladen |
| Landeskirchenrat der Evangelischen Kirche der Pfalz      | Domplatz 5 Lage                                                       | 1893/94                                | ehemaliges protestantisches Konsistorium; repräsentative Neurenaissanceanlage; zweiflügeliger Sandsteinquaderbau, 1893/94, Architekt Otto Baer; mit Ausstattung | weitere Bilder Fotos hochladen |
| Zentralarchiv der Evangelischen Kirche der Pfalz         | Domplatz 6 Lage                                                       | 1899 ff.                               | ehemaliges Kreisarchiv des bayerischen Rheinkreises; Archivgebäude, 1899 ff., Architekt Georg Maxon, München; Verwaltungsbau mit Direktorenwohnung: repräsentativer Sandsteinquaderbau, Neurenaissance; Magazinbau; Wohnhaus des Hausmeisters: eingeschossiger Quaderbau, teilweise Fachwerk; Reste des Auwach‘schen Hofes, um 1700 | weitere Bilder Fotos hochladen |
| Gruft der Jesuitenkirche                                 | Edith-Stein-Platz ohne Nummer Lage                                    | zweites Viertel des 18. Jahrhunderts   | Gruft der ehemaligen Jesuitenkirche, Ziegelkorridor mit stichbogigen Nischen, zweites Viertel des 18. Jahrhunderts | weitere Bilder Fotos hochladen |
| Kapitelhäuser                                            | Edith-Stein-Platz 1–6 Lage                                            | 1910–12                                | Wohnhäuser für das Domkapitel; Doppelhäuser mit Mansardwalmdächern, neubarocke Motive, 1910–12, Architekt Rudolf von Perignon, Würzburg, rückwärtig im Hof spätbarocker Walmdachbau mit Arkaden | weitere Bilder Fotos hochladen |
| Wohnhaus                                                 | Elendherberge 4 Lage                                                  | frühes 18. Jahrhundert                 | eingeschossiger Mansarddachbau, frühes 18. Jahrhundert | Fotos hochladen                |
| Reithalle                                                | Else-Krieg-Straße 1 Lage                                              | 1938                                   | ehemalige Reithalle der Kaserne Normand, 1938; Stahlbetonskelettbau mit Rahmenbinderkonstruktion und Dachreiter | Fotos hochladen                |
| Denkmal                                                  | Feuerbachpark Lage                                                    | 1935                                   | Denkmal für Anselm Feuerbach, Muschelkalk, 1935 von Fritz Claus, Saarbrücken | Fotos hochladen                |
| Stadtmauer                                               | Fischergasse, hinter Nr. 11–29 Lage                                   |                                        | rückseitig Stadtmauer/-verlauf | Fotos hochladen                |
| Villa Wellensiek                                         | Fischmarkt 5 Lage                                                     | 1896                                   | schlossartige Gründerzeit-Villa, 1896, turmartige Erkeraufstockung 1904, Architekt Franz Schöberl, Anbau 1920, Architekt Georg Weber; platzbildprägend | weitere Bilder Fotos hochladen |
| Gasthaus Goldenes Fass                                   | Fischmarkt 5a Lage                                                    | 1901                                   | ehemaliges eineinhalbgeschossiges Remisengebäude der Villa Wellensiek, teilweise Zierfachwerk, bezeichnet 1901, Architekt Franz Schöberl | Fotos hochladen                |
| Inschrifttafel                                           | Fischmarkt, an Nr. 8 Lage                                             | 1819                                   | Inschrifttafel, 1819 | weitere Bilder Fotos hochladen |
| Wohnhäuser                                               | Flachsgasse 6, 8 Lage                                                 | 1906                                   | historisierende Zeilenwohnhäuser, 1906, Architekt Reinhard Bräuer; Nr. 8 mit spätbarocken Spolien | Fotos hochladen                |
| Celluloidfabrik Kirrmeier & Scherer                      | Franz-Kirrmeier-Straße 18a/19 Lage                                    | 1897 bis 1969                          | ehemalige Celluloidfabrik Kirrmeier & Scherer (Industriehof), 1897 bis 1969, Eisenbeton- und Backsteinbauten, u. a. mit Wäscherei (Holländerhaus), 1907; Neue Nitrierung, 1944; Direktorenvilla, hausteingegliederter Backsteinbau, 1910, Architekt Ludwig Moos, Speyer, mit Garten und bauzeitlichem Eisenzaun; bauliche Gesamtanlage | Fotos hochladen                |
| Wohnhaus                                                 | Friedensstraße 7 Lage                                                 | 1905                                   | späthistoristisches Eckwohnhaus, 1905 | weitere Bilder Fotos hochladen |
| Wohnhaus                                                 | Gabelsbergerstraße 7 Lage                                             | 1924                                   | repräsentatives zeittypisches Wohnhaus, 1924, Architekt Karl Stoltz | Fotos hochladen                |
| Wohn- und Geschäftshaus                                  | Gilgenstraße 5 Lage                                                   | 1876                                   | langgestrecktes neuklassizistisches Wohn- und Geschäftshaus, 1876, Architekt Franz Schöberl, Ladeneinbau 1905 | Fotos hochladen                |
| Wohn- und Geschäftshaus                                  | Gilgenstraße 14 Lage                                                  | 1906/07                                | dreigeschossiges historisierendes Wohn- und Geschäftshaus, 1906/07, Architekt Albrecht Jester | Fotos hochladen                |
| Wohnhaus                                                 | Gilgenstraße 15 Lage                                                  | vor 1821                               | teilweise auf die Stadtmauer gebautes Wohnhaus mit Walmdach, vor 1821, hölzerne Laube spätes 19. Jahrhundert | Fotos hochladen                |
| Freimaurerloge                                           | Gilgenstraße 16 Lage                                                  | 1841                                   | ehemaliges Versammlungshaus der Freimaurerloge, jetzt Kindergarten; klassizistischer Walmdachbau, 1841, mit Saalbau | Fotos hochladen                |
| Pfarrhaus                                                | Gilgenstraße 17 Lage                                                  | 1914                                   | Pfarrhaus der katholische St.-Josephs-Kirche, historisierender Putzbau, 1914, Architekt Ludwig Becker | Fotos hochladen                |
| Katholische Pfarrkirche St. Joseph                       | Gilgenstraße 18 Lage                                                  | 1912–14                                | dreischiffige Staffelhalle mit Doppelturmfassade und hohen Chorflankentürmen, spätgotische und Renaissancemotive, 1912–14, Architekt Ludwig Becker; mit Ausstattung; zugehörig das Pfarrhaus (Gilgenstraße 17) | weitere Bilder Fotos hochladen |
| St.-Ägidien-Kirche                                       | Gilgenstraße 19 Lage                                                  | 1625–28                                | ehemalige St.-Ägidien-Kirche, jetzt Pfarrzentrum; Umfassungsmauern des Saalbaus mit Loretokapelle, 1625–28, Architekt Peter von Köln, Umbau 1979 | Fotos hochladen                |
| Zollamt                                                  | Gilgenstraße 22 Lage                                                  | 1837                                   | klassizistischer Putzbau, 1837 | Fotos hochladen                |
| Wohn- und Geschäftshaus                                  | Gilgenstraße 24 Lage                                                  | vor 1707                               | spätbarockes Doppelhaus mit Krüppelwalm, vor 1707, Umbau und Ladeneinbau bezeichnet 1905, Architekt Ludwig Becker; rückwärtiger historisierender Hausteil 1905, Architekt Johann Graf | Fotos hochladen                |
| Gasthaus Pfalzgraf                                       | Gilgenstraße 26b Lage                                                 | 1899                                   | dreigeschossiges Wohn- und Geschäftshaus, neugotische Sandsteinquaderfassade, 1899, Architekt wohl Johann Seeberger | weitere Bilder Fotos hochladen |
| Wohnhaus                                                 | Goethestraße 2 Lage                                                   | 1890er Jahre                           | gründerzeitliches Eckwohnhaus, sandsteingegliederter Backsteinbau, 1890er Jahre; mit Ausstattung | Fotos hochladen                |
| Wohnhaus                                                 | Goethestraße 5 Lage                                                   | 1890er Jahre                           | gründerzeitliches Wohnhaus, sandsteingegliederter Backsteinbau, 1890er Jahre; mit Ausstattung | Fotos hochladen                |
| Wohn- und Geschäftshaus                                  | Große Greifengasse 2 Lage                                             | 18. Jahrhundert                        | spätbarockes Hofhaus, 18. Jahrhundert | Fotos hochladen                |
| Haus Zum Greifen                                         | Große Greifengasse 6 Lage                                             | 1781 und 1908                          | mehrfach umgebautes Eckhaus; eingemauert spätbarock eingefasste Plaketten, bezeichnet 1781 und 1908 | Fotos hochladen                |
| Wohnhaus                                                 | Große Greifengasse 15 Lage                                            | um 1761                                | spätbarocker Zweiflügelbau, rückseitig Laubengang, um 1761 | Fotos hochladen                |
| St.-Georg-Hospital                                       | Große Himmelsgasse 1 Lage                                             | 1709                                   | auch Neues Spital; dreigeschossige spätbarocke Anlage, 1709, Erweiterung, Treppengiebel und Ladeneinbau um 1850; tonnengewölbter Keller vor 1689 | weitere Bilder Fotos hochladen |
| Läutturm                                                 | Große Himmelsgasse 2 Lage                                             | Ende des 19. Jahrhunderts              | Turm der ehemaligen St.-Georgs-Kirche, heute Läutturm der Dreifaltigkeitskirche; drei quadratische Geschosse gotisch, Achteckgeschoss, Schweifhaube und Laterne neubarock, Ende des 19. Jahrhunderts bzw. nach 1908; eingemauerte Grabplatte 1374 | weitere Bilder Fotos hochladen |
| Pfarr- und Konventhaus                                   | Große Himmelsgasse 3, St.-Georgen-Gasse 2 Lage                        | 1580                                   | ehemaliges Pfarrhaus der protestantischen Dreifaltigkeitskirche, ehemaliges Konventhaus des städtischen St.-Georg-Hospitals, dreigeschossiger spätbarocker, im Kern gotischer Putzbau, Keller bezeichnet 1580 und 1728; im Hof eingeschossiges Wasch- und Remisengebäude mit Walmdach; Torbogen mit Hochrelief von Vincenz Möhring, um 1760/70 (Original im Historischen Museum) | weitere Bilder Fotos hochladen |
| Küsterhaus                                               | Große Himmelsgasse 3a Lage                                            | 18. Jahrhundert                        | Küsterhaus der protestantischen Dreifaltigkeitskirche, Walmdachbau, 18. Jahrhundert | weitere Bilder Fotos hochladen |
| Retscher                                                 | Große Himmelsgasse, hinter Nr. 3a Lage                                | Mitte des 13. Jahrhunderts             | Ruine des Retschers, Umfassungsmauern eines Profanbaus, Mitte des 13. Jahrhunderts | weitere Bilder Fotos hochladen |
| Protestantische Dreifaltigkeitskirche                    | Große Himmelsgasse 4 Lage                                             | 1701–17                                | großvolumiger spätbarocker Saalbau, Dachturm mit Welscher Haube und Laterne, 1701–17, Architekt Johann Peter Graber, Volutengiebel, 1891 von Heinrich Jester überformt; mit Ausstattung | weitere Bilder Fotos hochladen |
| Hausbrauerei Domhof                                      | Große Himmelsgasse 6 Lage                                             | 1820–22                                | großvolumiger dreigeschossiger Walmdachbau, 1820–22, Architekt Johann Bernhard Spatz, Erweiterung 1854–57, Aufstockung 1872, Architekt Heinrich Jester | weitere Bilder Fotos hochladen |
| Stadtmauer                                               | Große Pfaffengasse, in Nr. 1–5 Lage                                   |                                        | rückseitig Stadtmauer/-verlauf | Fotos hochladen                |
| Gymnasium am Kaiserdom                                   | Große Pfaffengasse 6 Lage                                             | 1902                                   | dreigeschossiger Sandsteinquaderbau, Neurenaissance, 1902, Architekten Ludwig Stempel und Heinrich Ullmann, Relieffries von Adolf Bernd, Kaiserslautern, Kopfbauten und Turnhalle | weitere Bilder Fotos hochladen |
| Historisches Museum der Pfalz                            | Große Pfaffengasse 7 Lage                                             | 1907–09                                | formenreiche Vierflügelanlage, 1907–09, Architekt Gabriel von Seidl | weitere Bilder Fotos hochladen |
| Kindertafel                                              | Große Pfaffengasse, an Nr. 10 Lage                                    | 1559                                   | Inschrifttafel, Sandstein, 1559; von der Straße nicht einsehbar | Fotos hochladen                |
| Wohnhaus                                                 | Große Pfaffengasse 12 Lage                                            | nach 1821                              | Eckwohnhaus, eingeschossiger Krüppelwalmdachbau, nach 1821 | Fotos hochladen                |
| Remise                                                   | Große Sämergasse 4 Lage                                               | 1791                                   | Remise, Rokoko-Mansarddachbau, bezeichnet 1791 | Fotos hochladen                |
| Stadtmauer                                               | Gutenbergstraße, in Nr. 1 Lage                                        |                                        | rückseitig Stadtmauer/-verlauf | BW                             |
| Villa                                                    | Gutenbergstraße 11 Lage                                               | 1816/17                                | ehemals Königlich Bayerisches Postgebäude; klassizistische Walmdach-Villa, 1816/17, Architekt Paul Camille von Denis | Fotos hochladen                |
| Gasthaus Zum römischen Kaiser                            | Gutenbergstraße 12 Lage                                               | um 1700                                | langgestreckter L-förmiger Bau, teilweise mit Zierfachwerk, um 1700 | Fotos hochladen                |
| Wohn- und Geschäftshaus                                  | Gutenbergstraße 18 Lage                                               | zweite Hälfte des 19. Jahrhunderts     | dreigeschossiges Zeilenwohn- und Geschäftshaus, zweite Hälfte des 19. Jahrhunderts, Ladeneinbau 1910, Architekt Georg Weber | Fotos hochladen                |
| Wohn- und Geschäftshaus                                  | Gutenbergstraße 20 Lage                                               | Mitte des 19. Jahrhunderts             | Zeilenwohn- und Geschäftshaus, rückwärtig Galerie | Fotos hochladen                |
| Wohn- und Geschäftshaus                                  | Gutenbergstraße 22 Lage                                               | 1885                                   | Zeilenwohn- und Geschäftshaus, Neurenaissancebau, bezeichnet 1885 | Fotos hochladen                |
| Villa                                                    | Hafenstraße 39 Lage                                                   | um 1890                                | Direktorenvilla der Vereinigten Speyerer Ziegelwerke AG, Backsteinbau, um 1890, Umbau 1937, Architekt Georg Weber | Fotos hochladen                |
| Evangelisch-methodistische Zionskirche                   | Hagedornsgasse 4 Lage                                                 | um 1890                                | sandsteingegliederter Gründerzeitbau, um 1890, Architekt Heinrich Jester | Fotos hochladen                |
| Wohnhaus                                                 | Hagedornsgasse 12 Lage                                                | 1779                                   | spätbarockes Hofhaus, bezeichnet 1779 | Fotos hochladen                |
| Hofanlage                                                | Hasenpfuhlstraße 25 Lage                                              | 1747                                   | barocker Fuhrhof, teilweise Fachwerk, bezeichnet 1747 | weitere Bilder Fotos hochladen |
| Stadtmauer                                               | Hasenpfuhlstraße, in Nr. 37, 38 Lage                                  |                                        | rückseitig Stadtmauer/-verlauf | BW                             |
| Wohnhaus                                                 | Hasenpfuhlstraße 42 Lage                                              | 18. Jahrhundert                        | eingeschossiges Dreifensterhaus, Satteldach, 18. Jahrhundert | Fotos hochladen                |
| Wohn- und Gasthaus                                       | Herdstraße 3 Lage                                                     | erste Hälfte des 18. Jahrhunderts      | spätbarockes Herrenhaus, erste Hälfte des 18. Jahrhunderts, tonnengewölbte Keller vor 1689 | weitere Bilder Fotos hochladen |
| Wohnhaus                                                 | Herdstraße 5 Lage                                                     | 1713                                   | spätbarockes Wohnhaus; großvolumiger Walmdachbau, bezeichnet 1713, tonnengewölbte Keller vor 1689; Gedenktafel für Lina Sommer | weitere Bilder Fotos hochladen |
| Wohnhaus                                                 | Herdstraße 6 Lage                                                     | 18. Jahrhundert                        | spätbarockes Wohnhaus, 18. Jahrhundert | weitere Bilder Fotos hochladen |
| Siebenweiberhof                                          | Herdstraße 10 Lage                                                    | 18. Jahrhundert                        | eingeschossiger Putzbau, 18. Jahrhundert, tonnengewölbte Keller vor 1689, Türrahmen aus dem 16. Jahrhundert; im Anbau Teile eines Renaissance-Treppenturms | weitere Bilder Fotos hochladen |
| Wohnhaus                                                 | Herdstraße 18 Lage                                                    | Anfang des 18. Jahrhunderts            | spätbarocker Walmdachbau, Anfang des 18. Jahrhunderts, mit Ausstattung; tonnengewölbte Keller eventuell älter; Gedenktafel für Friedrich Magnus Schwerd | weitere Bilder Fotos hochladen |
| Wohnhaus                                                 | Herdstraße 19 Lage                                                    | 18. Jahrhundert                        | spätbarockes Dreifensterhaus, 18. Jahrhundert, Dachausbau im 19. Jahrhundert | Fotos hochladen                |
| Wohnhaus                                                 | Herdstraße 20 Lage                                                    | 1715                                   | spätbarockes Dreifensterhaus, bezeichnet 1715, Dachausbau im 19. Jahrhundert | Fotos hochladen                |
| Wohnhaus                                                 | Herdstraße 22 Lage                                                    | 18. Jahrhundert                        | spätbarocker Baukomplex, 18. Jahrhundert | Fotos hochladen                |
| Wohnhaus                                                 | Herdstraße 23 Lage                                                    | 1709                                   | stattlicher spätbarocker Walmdachbau, bezeichnet 1709 | weitere Bilder Fotos hochladen |
| Wohnhaus                                                 | Herdstraße 25 Lage                                                    | um 1710                                | stattlicher spätbarocker Walmdachbau, um 1710 | Fotos hochladen                |
| Wohnhaus                                                 | Herdstraße 35 Lage                                                    | 18. Jahrhundert                        | ein- und zweigeschossige spätbarocke Mansarddachbauten; straßenbildprägend | Fotos hochladen                |
| Wohnhaus                                                 | Herdstraße 36 Lage                                                    | nach 1715                              | spätbarockes Wohnhaus, nach 1715, Art-Déco-Verglasung von Franz Schuck; tonnengewölbter Keller vor 1689 | Fotos hochladen                |
| Wohnhaus                                                 | Herdstraße 37 Lage                                                    | 18. Jahrhundert                        | spätbarockes Wohnhaus, 18. Jahrhundert; teilweise Aufstockung im ersten Viertel des 20. Jahrhunderts; tonnengewölbte Keller wohl vor 1689 | Fotos hochladen                |
| Wohnhaus                                                 | Herdstraße 38 Lage                                                    | frühes 18. Jahrhundert                 | kleines spätbarockes Wohnhaus, frühes 18. Jahrhundert | Fotos hochladen                |
| Wohnhaus                                                 | Herdstraße 38a Lage                                                   | spätes 18. oder frühes 19. Jahrhundert | dreigeschossiges Wohnhaus, spätes 18. oder frühes 19. Jahrhundert; tonnengewölbter Keller älter | Fotos hochladen                |
| Wohnhaus                                                 | Herdstraße 39 Lage                                                    | frühes 18. Jahrhundert                 | winkelförmiges spätbarockes Hofhaus, frühes 18. Jahrhundert; im Hinterhof Renaissance-Treppenturm, spätes 16. Jahrhundert | Fotos hochladen                |
| Wohnhaus                                                 | Herdstraße 40 Lage                                                    | 1710                                   | spätbarockes Hofhaus, bezeichnet 1710, Umbau und Erweiterung der Wirtschafts- und Bedienstetengebäude im 19. Jahrhundert | Fotos hochladen                |
| Friedhofskapelle                                         | Hertrichweg 4 Lage                                                    | 1929                                   | Kapelle des Neuen Friedhofs mit Leichenhalle, symmetrischer Flachdachbau, 1929, Architekt Stadtmüller | Fotos hochladen                |
| Wohnhaus                                                 | Heydenreichstraße 5 Lage                                              | 1906                                   | Wohnhaus, neuklassizistischer Walmdachbau, 1906, Architekt Ludwig Moos | Fotos hochladen                |
| Wohn- und Geschäftshaus                                  | Heydenreichstraße 6 Lage                                              | 1904                                   | Wohn- und Geschäftshaus, Mansarddachbau, 1904, Architekt Albert Jester | Fotos hochladen                |
| Treppenturm und Portal                                   | Heydenreichstraße, an Nr. 8 Lage                                      | 16. Jahrhundert                        | Renaissance-Treppenturm, 16. Jahrhundert, spätbarockes Portal | Fotos hochladen                |
| Wohnhaus                                                 | Heydenreichstraße 11 Lage                                             | vor 1883                               | historistisches Zeilenwohnhaus, vor 1883 | Fotos hochladen                |
| Jakobsbrunnen                                            | Heydenreichstraße, Ecke Hellergasse Lage                              | 1929                                   | Jakobsbrunnen, Sandsteintrog, reliefierte Sandsteinplatte, 1929 von Bildhauer Ludwig Kern | Fotos hochladen                |
| Wohnhaus                                                 | Hilgardstraße 2 Lage                                                  | 1897                                   | Wohnhaus, sandsteingegliederter Backsteinbau, 1897 | Fotos hochladen                |
| Villa                                                    | Hilgardstraße 4 Lage                                                  | vor 1867                               | großvolumige klassizistische Walmdach-Villa, vor 1867 | Fotos hochladen                |
| Villa Merbel                                             | Hilgardstraße 6 Lage                                                  | 1867/68                                | spätklassizistische Walmdach-Villa, 1867/68, Architekt Heinrich Jester | Fotos hochladen                |
| Wohnhaus                                                 | Hilgardstraße 7 Lage                                                  | 1909                                   | Wohnhaus mit großem Zwerchhaus, 1909, Architekt Georg Weber | Fotos hochladen                |
| Wohnhaus                                                 | Hilgardstraße 8 Lage                                                  | 1884                                   | Wohnhaus, sandsteingegliederter Backsteinbau, Neurenaissance, 1884 | Fotos hochladen                |
| Wohnhaus                                                 | Hilgardstraße 10/12 Lage                                              | Ende des 19. Jahrhunderts              | Doppelwohnhaus, Mansarddachbau, Renaissancemotive, Ende des 19. Jahrhunderts | Fotos hochladen                |
| Wohnhaus                                                 | Hilgardstraße 24, Salierstraße 2 Lage                                 | um 1900                                | gründerzeitliches Eck-Doppelwohnhaus, um 1900 | weitere Bilder Fotos hochladen |
| Friedhofskapelle Unserer Lieben Frau                     | Hirschgraben 1, auf dem alten Friedhof Lage                           | zweites Jahrzehnt des 16. Jahrhunderts | kleiner spätgotischer Saalbau, zweites Jahrzehnt des 16. Jahrhunderts, Langhaus 1842 erhöht; an der Chor-Südseite Ölberg, um 1500; im Innern Grabmäler 16. bis 18. Jahrhundert | weitere Bilder Fotos hochladen |
| Wohn- und Geschäftshaus                                  | Hirschgraben 2 Lage                                                   | 1911/12                                | Eckwohn- und Geschäftshaus, zweiteiliger Mansarddachbau, Landhausstil, 1911/12, Architekt Peter Graf, Heidelberg, Erweiterungen 1925, Architekt Ludwig Boßlet | Fotos hochladen                |
| Katholische St.-Bernhard-Kirche                          | Hirschgraben 3 Lage                                                   | 1953/54                                | historisierender Sandsteinquaderbau mit freistehendem Glockenturm, 1953/54, Architekten August Josef Peter und Ludwig Ihm; bauliche Gesamtanlage mit Pfarrhaus und Rampe | weitere Bilder Fotos hochladen |
| Wohnhaus                                                 | Hirschgraben 4/6 Lage                                                 | 1925                                   | zeittypischer Walmdachbau, 1925, Architekt Heinrich Müller, auf mittelalterlicher Stadtmauer | Fotos hochladen                |
| Stadtmauer                                               | Holzmarkt, in Nr. 4 Lage                                              |                                        | Stadtmauer/-verlauf | BW                             |
| Stadtmauer                                               | Holzmarkt, hinter Nr. 6 Lage                                          |                                        | Reste der ottonischen Stadtmauer | BW                             |
| Wohn- und Gasthaus                                       | Holzmarkt 8 Lage                                                      | 18. Jahrhundert                        | dreigeschossiger Putzbau, 18. Jahrhundert, Aufstockung 19. Jahrhundert; teilweise auf der Stadtmauer | weitere Bilder Fotos hochladen |
| Quotmühle                                                | Holzmarkt 10 Lage                                                     | 18. Jahrhundert                        | dreigeschossiger Mansarddachbau, Umbau zum Wohnhaus in der zweiten Hälfte des 18. Jahrhunderts, Aufstockung im 19. Jahrhundert; anschließend spätbarocker Mühlenteil, 18. Jahrhundert, und Torbogen, 1787, der ehemaligen Zehntscheuer des Domkapitels | weitere Bilder Fotos hochladen |
| Schießberger Mühlen                                      | Holzstraße 1, Schützenstraße 23 Lage                                  | 1836                                   | zwei- und dreigeschossige Wohn- und Geschäftshäuser, südliches bezeichnet 1836, bachseitige Fundamentmauer mittelalterlich | Fotos hochladen                |
| Schützenhaus                                             | Holzstraße 2 Lage                                                     | 16. Jahrhundert                        | eingeschossiger Putzbau, Arkadenerdgeschoss, 16. Jahrhundert, spätbarocker Anbau | Fotos hochladen                |
| Wohnhäuser                                               | Im Oberkämmerer 7–13 Lage                                             | 1926/27                                | Beamtenwohnhäuser, schlossartig gestaffelte Walmdachbauten, 1926/27, Architekt Wilhelm Schulte II. | Fotos hochladen                |
| Wohnhaus                                                 | Im Oberkämmerer 8 Lage                                                | 1927                                   | Wohnhaus, nobler Mansardwalmdachbau, 1927 | Fotos hochladen                |
| Wohn- und Geschäftshaus                                  | Johannesstraße 1 Lage                                                 | 18. Jahrhundert                        | Eckwohn- und Geschäftshaus, Mansarddachbau, 18. Jahrhundert, Umbau und Ladeneinbau 1911, Architekt Friedrich Graf jun.; tonnengewölbte Keller vor 1689 | Fotos hochladen                |
| Protestantische Heilig-Geist-Kirche                      | Johannesstraße 6 Lage                                                 | 1700–02                                | straßenbildprägender barocker Saalbau mit Dachturm in der Häuserzeile, 1700–02, mit Ausstattung; darunter Kellergewölbe zweier ehemaliger Bürgerhäuser, vor 1689 | weitere Bilder Fotos hochladen |
| Protestantisches Pfarrhaus                               | Johannesstraße 7 Lage                                                 | 1907                                   | ehemaliges protestantisches Pfarrhaus, anspruchsvoller neubarocker Putzbau, 1907, Architekt Heinrich Jester, mit Ausstattung; tonnengewölbte Keller vor 1689 | Fotos hochladen                |
| Finanzamt                                                | Johannesstraße 9/10 Lage                                              | 1890er Jahre                           | ehemaliges Lehrerseminar, heute Finanzamt; mächtiger dreigeschossiger Kubus, 1890er Jahre; anschließend herrschaftliches Wohnhaus, 1714 | Fotos hochladen                |
| Wohnhaus                                                 | Johannesstraße 12 Lage                                                | nach 1773                              | spätbarocker Putzbau, nach 1773, Torfahrt bezeichnet 1757 | weitere Bilder Fotos hochladen |
| Wohnhaus                                                 | Johannesstraße 16 Lage                                                | 1870er Jahre                           | neuklassizistisches Eckwohnhaus, 1870er Jahre | Fotos hochladen                |
| Wohnhaus                                                 | Johannesstraße 17 Lage                                                | 18. Jahrhundert                        | dreigeschossiges Eckwohnhaus, teilweise mit Zierfachwerk, 18. Jahrhundert | Fotos hochladen                |
| Wohnhaus                                                 | Johannesstraße 18 Lage                                                | frühes 18. Jahrhundert                 | Eckwohnhaus, teilweise Fachwerk (verputzt), frühes 18. Jahrhundert | Fotos hochladen                |
| Gasthaus Stadt Nürnberg                                  | Johannesstraße 19 Lage                                                | vor 1529                               | Eckwohnhaus, breit proportionierter Renaissancebau, vor 1529, Steintafel bezeichnet 1586 | weitere Bilder Fotos hochladen |
| Torbogen                                                 | Johannesstraße, an Nr. 21 Lage                                        | frühes 18. Jahrhundert                 | Torbogen mit Wappen, frühes 18. Jahrhundert, Teil des Maulbronner Klosterhofs | Fotos hochladen                |
| Neuer Bau des Maulbronner Klosterhofs                    | Johannesstraße 22 Lage                                                | 1730                                   | spätbarocker Krüppelwalmdachbau, bezeichnet 1730; rückwärtig dreigeschossiger Putzbau, 18. Jahrhundert, auf Fundamenten des 16. Jahrhunderts; eingeschossiges Remisengebäude, 1859 | Fotos hochladen                |
| Stadtarchiv                                              | Johannesstraße 22a Lage                                               | 1908/09                                | ehemaliger Verwaltungsbau der Tabakfabrik Wellensiek und Schalk, später Pfälzische Landesbibliothek; mächtiger Rotsandsteinquaderbau, Mansardwalmdachbau, 1908/09; rückwärtig ehemaliges Fabrikationsgebäude, Backsteinbau in Rasterbauweise | Fotos hochladen                |
| Torbogen                                                 | Johannesstraße, an Nr. 26 Lage                                        | 1725                                   | spätbarocker Torbogen, Bezeichnet 1725 | Fotos hochladen                |
| Wohnhaus                                                 | Johannesstraße 27 Lage                                                | nach 1703                              | großvolumiges spätbarockes Hofhaus, nach 1703, Umbauten um 1900; mit Ausstattung | Fotos hochladen                |
| Wohnhaus                                                 | Johannesstraße 28 Lage                                                | 1712/13                                | großvolumiges spätbarockes Herrenhaus, 1712/13 | weitere Bilder Fotos hochladen |
| Wohnhaus                                                 | Johannesstraße 29 Lage                                                | nach 1730                              | spätbarockes Wohnhaus, nach 1730, hofseitige Gebäude wenig jünger; tonnengewölbte Keller vor 1689 | Fotos hochladen                |
| Gasthaus Zum Schwanen                                    | Johannesstraße 30 Lage                                                | 1709/10                                | dreigeschossiges Eckwohn- und Geschäftshaus, großvolumiger Spätbarockbau, 1709/10, Dachausbau im 19. Jahrhundert; Portal wohl vom Vorgängerbau | weitere Bilder Fotos hochladen |
| Wohnhaus                                                 | Judengasse 3 Lage                                                     | 18. Jahrhundert                        | großvolumiger spätbarocker Putzbau, 18. Jahrhundert | Fotos hochladen                |
| Stadtmauer                                               | Karl-Leiling-Allee, hinter Nr. 5 Lage                                 |                                        | Stadtmauer/-verlauf angrenzend | Fotos hochladen                |
| Wohnhaus                                                 | Karmeliterstraße 8 Lage                                               | 18. Jahrhundert                        | spätbarockes Wohnhaus; Wappen Papst Innozenz VIII., 1490 | Fotos hochladen                |
| Gaststätte Backmulde                                     | Karmeliterstraße 13 Lage                                              | um 1900                                | Wohn- und Geschäftshaus, neuklassizistische-/Jugendstilmotive, um 1900 | weitere Bilder Fotos hochladen |
| Villa                                                    | Karmeliterstraße 14 Lage                                              | 1911                                   | Walmdach-Villa, dominanter Jugendstilbau, 1911, Architekt Josef Kuld, Mannheim | weitere Bilder Fotos hochladen |
| Türgewände                                               | Karmeliterstraße, bei Nr. 20 Lage                                     | 1586                                   | in historischer Gartenmauern nachgotisches Türgewände, bezeichnet 1586 | Fotos hochladen                |
| Schererstift                                             | Kleine Gailergasse 3 Lage                                             | 1881/82                                | herrschaftlicher sandsteingegliederter Putzbau, neugotische und klassizistische Motive, 1881/82, Architekt Heinrich Jester | Fotos hochladen                |
| Wohnhaus                                                 | Kleine Greifengasse 1 Lage                                            | Mitte des 19. Jahrhunderts             | Eckwohnhaus, klassizistischer Putzbau, gegen Mitte des 19. Jahrhunderts | Fotos hochladen                |
| Purrmann-Haus                                            | Kleine Greifengasse 14 Lage                                           | Mitte des 19. Jahrhunderts             | spätklassizistisches Wohn- und Geschäftshaus, Mitte des 19. Jahrhunderts, mit Ausstattung; tonnengewölbter Keller älter (vor 1689?) | Fotos hochladen                |
| Wohnhaus                                                 | Kleine Pfaffengasse 1 Lage                                            | erstes Drittel des 19. Jahrhunderts    | Eckwohnhaus, rückwärtiger Teil wohl aus dem ersten Drittel des 19. Jahrhunderts, vorderer Teil mit Treppengiebel wohl aus der Mitte des 19. Jahrhunderts, im Kern renaissancezeitlich; tonnengewölbter Keller vor 1689 | Fotos hochladen                |
| Wohnhaus                                                 | Kleine Pfaffengasse 9 Lage                                            | 18. Jahrhundert                        | ehemals Nr. 8 (linker Gebäudeteil): Domkapitularisches Wohnhaus, spätbarocker Putzbau, 18. Jahrhundert; ehemals Nr. 9 (rechter Gebäudeteil): Zunfthaus der Bauleute, spätbarocker Putzbau, 18. Jahrhundert | Fotos hochladen                |
| Fürstenhaus                                              | Kleine Pfaffengasse 10 Lage                                           | 1705–07                                | dreigeschossiger Putzbau, 1705–07, neubarocker Umbau mit neuklassizistischer Aula (Ausstattung) 1874 ff., Architekt Max von Siebert; Gewölbekeller vor 1689 | Fotos hochladen                |
| Gasthaus Pfaffenstube                                    | Kleine Pfaffengasse 14 Lage                                           | um 1700                                | Eckwohnhaus, spätbarocker Putzbau, um 1700; tonnengewölbte Keller älter | Fotos hochladen                |
| Bischöfliches Ordinariat                                 | Kleine Pfaffengasse 15/17 Lage                                        | 1904–07                                | U-förmig angelegte historistische Walmdachbauten, Treppenturm, 1904–07, Architekt Heinrich Ullmann | Fotos hochladen                |
| Wohnhaus                                                 | Kleine Pfaffengasse 20/21 Lage                                        | Mitte des 19. Jahrhunderts             | heute Museum SchPIRA; langgestrecktes Doppelwohnhaus mit Nebengebäuden, Mitte des 19. Jahrhunderts | Fotos hochladen                |
| Wohnhaus                                                 | Kleine Pfaffengasse 22 Lage                                           | nach 1773                              | Hofhaus, langgestreckter Putzbau, nach 1773; tonnengewölbte Keller vor 1689 | Fotos hochladen                |
| Wohnhaus                                                 | Kleine Pfaffengasse 23 Lage                                           | 18. Jahrhundert                        | spätbarockes Wohnhaus, 18. Jahrhundert | Fotos hochladen                |
| Wohnhaus                                                 | Kleine Pfaffengasse 24 Lage                                           | drittes Viertel des 18. Jahrhunderts   | Eckhaus, Mansardwalmdachbau, drittes Viertel des 18. Jahrhunderts | Fotos hochladen                |
| Wohnhaus                                                 | Kleine Pfaffengasse 26 Lage                                           | 18. Jahrhundert                        | dreigeschossiger spätbarocker Putzbau, klassizistischer Anbau mit Walmdach um 1820; hier Wappenstein, wohl aus dem 14. Jahrhundert | Fotos hochladen                |
| Wohn- und Geschäftshaus                                  | Kleine Pfaffengasse 28 Lage                                           | 1708/09                                | Eckwohn- und Geschäftshaus, spätbarocker Putzbau, 1708/09, mit Ausstattung; tonnengewölbte Keller älter | Fotos hochladen                |
| Brezelbrunnen                                            | Königsplatz Lage                                                      | 1953                                   | auch Handwerkerbrunnen; Brunnen von 1953 mit Figur des Speyerer Brezelbubs von Karl Wex | Fotos hochladen                |
| Wohnhaus                                                 | Korngasse 1a Lage                                                     | frühes 18. Jahrhundert                 | kleines spätbarockes Wohnhaus, teilweise mit Zierfachwerk, Mansardwalmdach, frühes 18. Jahrhundert; Gewölbekeller älter | Fotos hochladen                |
| Wohn- und Geschäftshaus                                  | Korngasse 5 Lage                                                      | frühes 18. Jahrhundert                 | Eckwohn- und Geschäftshaus, teilweise Fachwerk, im Kern aus dem frühen 18. Jahrhundert, Veränderungen im 19. Jahrhundert | Fotos hochladen                |
| Wohn- und Geschäftshaus                                  | Korngasse 16 Lage                                                     | zweite Hälfte des 19. Jahrhunderts     | Zeilenwohn- und Geschäftshaus, neuklassizistische Motive, zweite Hälfte des 19. Jahrhunderts | Fotos hochladen                |
| Wohnhaus                                                 | Korngasse 27 Lage                                                     | 18. Jahrhundert                        | eineinhalbgeschossiges Eckwohnhaus, spätbarocker Mansarddachbau, 18. Jahrhundert; tonnengewölbter Keller vor 1689 | Fotos hochladen                |
| Wohnhaus                                                 | Korngasse 29 Lage                                                     | frühes 18. Jahrhundert                 | spätbarockes Dreifensterhaus, frühes 18. Jahrhundert | Fotos hochladen                |
| Wohn- und Geschäftshaus                                  | Korngasse 30 Lage                                                     | 19. Jahrhundert                        | großvolumiges dreigeschossiges Zeilenwohn- und Geschäftshaus, 19. Jahrhundert, im Kern älter, zugehörig hofseitige Wirtschaftsgebäude; reicher Deckenstuck | Fotos hochladen                |
| Wohn- und Geschäftshaus                                  | Korngasse 31 Lage                                                     | Mitte des 19. Jahrhunderts             | im Kern wohl spätbarockes Hofhaus, spätklassizistische Motive, Mitte des 19. Jahrhunderts, Ladeneinbau des 19. Jahrhunderts | Fotos hochladen                |
| Wohnhaus                                                 | Korngasse 32 Lage                                                     | 18. Jahrhundert                        | spätbarockes Dreifensterhaus, 18. Jahrhundert | weitere Bilder Fotos hochladen |
| Wohn- und Geschäftshaus                                  | Korngasse 35 Lage                                                     | frühes 18. Jahrhundert                 | Wohn- und Geschäftshaus, frühes 18. Jahrhundert, Ladeneinbau im späten 19. Jahrhundert, mit Ausstattung; tonnengewölbter Keller mit Brunnenschacht, 15. oder 16. Jahrhundert | weitere Bilder Fotos hochladen |
| Wohnhaus                                                 | Korngasse 36 Lage                                                     | 18. Jahrhundert                        | spätbarockes Wohnhaus, teilweise Fachwerk (verputzt), 18. Jahrhundert | weitere Bilder Fotos hochladen |
| Wohnhaus                                                 | Kutschergasse 2 Lage                                                  | zweites Viertel des 19. Jahrhunderts   | Zeilenwohnhaus, biedermeierlicher Putzbau, zweites Viertel des 19. Jahrhunderts | Fotos hochladen                |
| Wohnhaus                                                 | Kutschergasse 3 Lage                                                  | erstes Viertel des 19. Jahrhunderts    | Zeilenwohnhaus, erstes Viertel des 19. Jahrhunderts | Fotos hochladen                |
| Kanonikerhaus                                            | Kutschergasse 6 Lage                                                  | erste Hälfte des 18. Jahrhunderts      | ehemaliges Kanonikerhaus des St.-German-Stiftes, imposantes spätbarockes Herrenhaus, erste Hälfte des 18. Jahrhunderts; tonnengewölbte Keller wohl vor 1689 | Fotos hochladen                |
| Wohnhaus                                                 | Kutschergasse 8 Lage                                                  | vor 1714                               | langgestrecktes eingeschossiges Hofhaus, vor 1714 | Fotos hochladen                |
| Wohn- und Geschäftshaus                                  | Kutschergasse 9 Lage                                                  | Anfang des 18. Jahrhunderts            | langgestrecktes spätbarockes Hofhaus, Anfang des 18. Jahrhunderts; Ladeneinbau im späten 19. Jahrhundert | Fotos hochladen                |
| Wohnhaus                                                 | Kutschergasse 18 Lage                                                 | frühes 19. Jahrhundert                 | klassizistisches Eckwohnhaus, frühes 19. Jahrhundert; tonnengewölbter Keller älter | Fotos hochladen                |
| Wohnhaus                                                 | Landauer Straße 1 Lage                                                | vor 1884                               | ehemaliges Küsterhaus der Gedächtniskirche; Putzbau, rückwärtig Galerie, vor 1884 | Fotos hochladen                |
| Forstamt                                                 | Landauer Straße 15 Lage                                               | vor 1884                               | staatliches Forstamt; eineinhalbgeschossiger Putzbau, vor 1884, Erweiterung 1908, Architekt Friedrich Graf jun. | weitere Bilder Fotos hochladen |
| Villa                                                    | Landauer Straße 44 Lage                                               | 1907                                   | Villa, Jugendstilbau, 1907, Architekten Naegel und Weis, Offenburg-Villingen; dahinter Produktionshalle der ehemaligen Motorrad- und Autofabrik | Fotos hochladen                |
| Villa Michaux                                            | Landauer Straße 60 Lage                                               | 1892–94                                | anspruchsvolle Gründerzeit-Villa, eineinhalbgeschossiger Backsteinbau, Neurenaissancemotive, 1892–94, Architekt Friedrich Graf; straßenseitig: eingeschossiges Kutscherhaus, Umfriedung mit schmiedeeisernem Tor; parkartig angelegtes Gartengrundstück | Fotos hochladen                |
| Stadtmauer                                               | Lauergasse, hinter Nr. 2–7 und 11–16 Lage                             |                                        | rückseitig Stadtmauer/-verlauf | Fotos hochladen                |
| Stadtmauer                                               | Lauergasse, hinter Nr. 21–37 Lage                                     |                                        | rückseitig Stadtmauer/-verlauf (Zwingermauer) | Fotos hochladen                |
| Villa Flörchinger                                        | Leinpfad 1c/d Lage                                                    | 1904–07                                | Doppelwohnhaus mit Gasthaus, Walmdachbau, teilweise mit Zierfachwerk, 1904–07, Architekt Reinhold Bräuer; rückwärtig Saalbau, 1935 | weitere Bilder Fotos hochladen |
| Gaststätte Zur Linde                                     | Lindenstraße 1a und 1b, Allerheiligenstraße 18 Lage                   | 1899                                   | Eckwohn- und Geschäftshaus; gründerzeitlicher Backsteinbau, 1899 | Fotos hochladen                |
| Schmiedeturm                                             | Lindenstraße 18 Lage                                                  | 19. Jahrhundert                        | in der östlichen Haushälfte Stadtmauer mit unterem Teil des Schmiedeturms, Umbau als klassizistisches Belvedere und neugotischer Neubau, 19. Jahrhundert | weitere Bilder Fotos hochladen |
| Wohnhäuser                                               | Lindenstraße 34, 36, 38, 40 Lage                                      | 1922                                   | ehemalige Reichswohnungsbauten für verheiratete Unteroffiziere, großvolumige Walmdachbauten, 1922, Architekt Theodor Bossert, Neustadt | Fotos hochladen                |
| Wittelsbacher Hof                                        | Ludwigstraße 2 Lage                                                   | 1708/09                                | spätbarocker dreiflügeliger Walmdachbau, 1708/09, Architekt wohl Johann Jakob Rischer; Keller vor 1689; klassizistischer Trakt mit Remisen und Saal, 1830 | weitere Bilder Fotos hochladen |
| Wohnhaus                                                 | Ludwigstraße 6 Lage                                                   | Anfang des 18. Jahrhunderts            | Barockbau, westliche Hälfte mit Walmdach, Anfang des 18. Jahrhunderts, östliche Hälfte nach 1773 | weitere Bilder Fotos hochladen |
| Wohnhaus                                                 | Ludwigstraße 8 Lage                                                   | erste Hälfte des 18. Jahrhunderts      | spätbarockes Wohnhaus, erste Hälfte des 18. Jahrhunderts | weitere Bilder Fotos hochladen |
| Bankgebäude                                              | Ludwigstraße 9 Lage                                                   | 1913/14                                | ehemalige Rheinische Creditbank; U-förmige Bauanlage, Walmdach mit turmartigem Aufbau, jugendstilig beeinflusste neubarocke Motive, 1913/14, Architekt Ludwig Moos | Fotos hochladen                |
| Wohnhaus                                                 | Ludwigstraße 13 Lage                                                  | vor 1709                               | großvolumiger spätbarocker Walmdachbau, vor 1709, Nebengebäude mit Walmdach (Ludwigstraße 11), bauzeitliche Toreinfahrt | Fotos hochladen                |
| Wohnhaus                                                 | Ludwigstraße 13a Lage                                                 | 1813–16                                | klassizistischer Walmdachbau, 1813–16, rückwärtig älterer Flügelbau, teilweise Fachwerk | weitere Bilder Fotos hochladen |
| Wohnhaus                                                 | Ludwigstraße 14 Lage                                                  | 18. Jahrhundert                        | großvolumiger spätbarocker Krüppelwalmdachbau, 18. Jahrhundert | Fotos hochladen                |
| Dechaneigebäude des St.-German-Stiftes                   | Ludwigstraße 19 Lage                                                  | frühes 18. Jahrhundert                 | ehemaliges Dechaneigebäude des St.-German-Stiftes, großvolumiger spätbarocker Walmdachbau, frühes 18. Jahrhundert, unter Verwendung älterer Teile | Fotos hochladen                |
| Wohn- und Geschäftshaus                                  | Ludwigstraße 24 Lage                                                  | 1864                                   | spätklassizistisches Eckwohn- und Geschäftshaus, bezeichnet 1864, Architekt Franz Joseph Herbst | Fotos hochladen                |
| Wohnhaus                                                 | Ludwigstraße 26 Lage                                                  | 1860er Jahre                           | Zeilenwohnhaus, spätklassizistische und neugotische Motive, 1860er Jahre, Architekt Franz Joseph Herbst | Fotos hochladen                |
| Wohnhaus                                                 | Ludwigstraße 28 Lage                                                  | 1860er Jahre                           | spätklassizistisches Zeilenwohnhaus, 1860er Jahre, Architekt Franz Joseph Herbst | weitere Bilder Fotos hochladen |
| Wohnhaus                                                 | Ludwigstraße 29 Lage                                                  | 1860er Jahre                           | Zeilenwohnhaus, 1860er Jahre, Architekt Franz Joseph Herbst | Fotos hochladen                |
| Wohnhaus                                                 | Ludwigstraße 30 Lage                                                  | 1860er Jahre                           | spätklassizistisches Eckwohnhaus, 1860er Jahre, Architekt Franz Joseph Herbst | weitere Bilder Fotos hochladen |
| Wohnhäuser                                               | Ludwigstraße 34–40 (gerade Nummern) Lage                              | ausgehendes 19. Jahrhundert            | Wohnhausgruppe, sandsteingegliederte Backsteinbauten, neugotische Motive, ausgehendes 19. Jahrhundert | weitere Bilder Fotos hochladen |
| Wohnhaus                                                 | Ludwigstraße 37 Lage                                                  | Ende des 19. Jahrhunderts              | Zeilenwohnhaus, Ende des 19. Jahrhunderts | Fotos hochladen                |
| Wohnhaus                                                 | Ludwigstraße 39 Lage                                                  | nach 1850                              | spätklassizistisches Zeilenwohnhaus, bald nach 1850, Architekt Franz Joseph Herbst | Fotos hochladen                |
| Wohnhaus                                                 | Ludwigstraße 44 Lage                                                  | 1887                                   | gründerzeitlicher sandsteingegliederter Backsteinbau, Walmdach, 1887 | Fotos hochladen                |
| Wohnhaus                                                 | Ludwigstraße 45 Lage                                                  | Ende des 19. Jahrhunderts              | gründerzeitlicher sandsteingegliederter Backsteinbau | Fotos hochladen                |
| Rentamt                                                  | Ludwigstraße 48 Lage                                                  | 1901/02                                | ehemaliges Rentamt; neubarocker Mansardwalmdachbau mit drei Prachtfassaden, 1901/02, Architekt Otto Baer | weitere Bilder Fotos hochladen |
| Maßwerkbogen                                             | Ludwigstraße, an Nr. 49 Lage                                          | 14. Jahrhundert                        | gotischer Maßwerkbogen, 14. Jahrhundert; von der Straßenseite kein Maßwerkbogen sichtbar | BW                             |
| Villa                                                    | Ludwigstraße 53 Lage                                                  | vor 1884                               | zweieinhalbgeschossiges Villa, Neurenaissance, vor 1884 | Fotos hochladen                |
| Wohnhaus                                                 | Marienstraße 2 Lage                                                   | 1892                                   | gründerzeitlicher sandsteingegliederter Backsteinbau, Walmdach, bezeichnet 1892 | Fotos hochladen                |
| Haustür                                                  | Marienstraße, an Nr. 12 Lage                                          | Anfang des 20. Jahrhunderts            | Jugendstil-Haustür, Anfang des 20. Jahrhunderts | Fotos hochladen                |
| Wohnhaus                                                 | Marienstraße 14 Lage                                                  | 1904                                   | Zeilenwohnhaus, Neurokoko, bezeichnet 1904 | Fotos hochladen                |
| Stadtpalais                                              | Maximilianstraße 5, Kleine Pfaffengasse 11 Lage                       | 1707 ff.                               | vierflügeliges dreigeschossiges Stadtpalais, 1707 ff., Umbau mit Aufstockung in der ersten Hälfte des 19. Jahrhunderts | Fotos hochladen                |
| Wohnhaus                                                 | Maximilianstraße 6 Lage                                               | 1719                                   | ehemaliges Wohnhaus, schlichter Spätbarockbau, 1719 | Fotos hochladen                |
| Wohnhaus                                                 | Maximilianstraße 8 Lage                                               | 18. Jahrhundert                        | breitgelagertes dreigeschossiges Sechsachsenhaus, 18. Jahrhundert, zugehörig dreigeschossiges Vierachsenhaus, 18. Jahrhundert | Fotos hochladen                |
| Wohn- und Geschäftshaus                                  | Maximilianstraße 10 Lage                                              | nach 1714                              | dreigeschossiges, im Kern spätbarockes Wohn- und Geschäftshaus, kurz nach 1714, Umbauten um 1870 | Fotos hochladen                |
| Wohn- und Geschäftshaus                                  | Maximilianstraße 11 Lage                                              | vor 1706                               | dreigeschossiges spätbarockes Wohnhaus, vor 1706, hofseitig spätbarocker Flügel; tonnengewölbter Keller älter | Fotos hochladen                |
| Altes Rathaus                                            | Maximilianstraße 12 Lage                                              | 1712–26                                | repräsentativer spätbarocker Mansardwalmdachbau, 1712–26 (bezeichnet 1722), Architekten Johann Jacob Böhrel, Esslingen, und Johann Adam Breunig, mit Ausstattung; rückwärtig klassizistischer Bau, kurz vor 1820 | weitere Bilder Fotos hochladen |
| Stadtsaal                                                | Maximilianstraße, zu Nr. 12 Lage                                      | 1885–87                                | im Hof des Alten Rathauses gelegener zweieinhalbgeschossiger Backsteinbau, Neurenaissancemotive, 1885–87, Architekt Franz Schöberl, zugehörig überbaute Bogenbrücke | Fotos hochladen                |
| Wohnhaus                                                 | Maximilianstraße 13 Lage                                              | 1714/15                                | dreigeschossiges spätbarockes Wohnhaus, 1714/15, klassizistische Veränderungen in der Mitte des 19. Jahrhunderts | Fotos hochladen                |
| Treppenturm                                              | Maximilianstraße, an Nr. 14 Lage                                      | zweite Hälfte des 16. Jahrhunderts     | dreigeschossiger Renaissance-Treppenturm, zweite Hälfte des 16. Jahrhunderts; profilierter stichbogiger Eingang mit Blendnische, 1571 bezeichnetes Doppelwappen; stark überformt | weitere Bilder Fotos hochladen |
| Wohn- und Geschäftshaus                                  | Maximilianstraße 16/17 Lage                                           | 1874                                   | ehemals Gasthaus der Sonnenbrauerei; dreigeschossiger gründerzeitlicher Quaderbau, Mansarddächer, 1874, Architekt Franz Schöberl, Erweiterung 1906/07 | Fotos hochladen                |
| Wohn- und Geschäftshaus                                  | Maximilianstraße 18 Lage                                              | 18. Jahrhundert                        | spätbarockes Giebelhaus, 18. Jahrhundert; tonnengewölbte Keller älter | weitere Bilder Fotos hochladen |
| Wohn- und Geschäftshaus                                  | Maximilianstraße 19 Lage                                              | 18. Jahrhundert                        | spätbarockes Giebelhaus, 18. Jahrhundert; tonnengewölbte Keller älter | weitere Bilder Fotos hochladen |
| Wohn- und Geschäftshaus                                  | Maximilianstraße 20 Lage                                              | 18. Jahrhundert                        | spätbarockes Patrizierhaus | Fotos hochladen                |
| Wohn- und Geschäftshaus                                  | Maximilianstraße 22 Lage                                              | 1908                                   | dreieinhalbgeschossiges Wohn- und Geschäftshaus, 1908, Architekt Reinhold Bräuer, unter Verwendung älterer Teile; tonnengewölbte Keller vor 1689 | Fotos hochladen                |
| Einhornapotheke                                          | Maximilianstraße 23 Lage                                              | 1703                                   | dreigeschossiges spätbarockes Patrizierhaus, bezeichnet 1703; tonnengewölbte Keller vor 1689 | weitere Bilder Fotos hochladen |
| Haus Zum Barth                                           | Maximilianstraße 24 Lage                                              | 1704                                   | dreigeschossiges spätbarockes Giebelhaus, 1704 | Fotos hochladen                |
| Wohn- und Geschäftshaus                                  | Maximilianstraße 25 Lage                                              | 1704                                   | spätbarockes Patrizierhaus, 1704 | weitere Bilder Fotos hochladen |
| Wohn- und Geschäftshaus                                  | Maximilianstraße 26 Lage                                              | 1699                                   | dreigeschossiges spätbarockes Patrizierhaus, 1699; innen Wandgemälde von H. Landmann, frühes 20. Jahrhundert | Fotos hochladen                |
| Wohn- und Geschäftshaus                                  | Maximilianstraße 27 Lage                                              | 1710er Jahre                           | dreigeschossiges spätbarockes Patrizierhaus, Mansarddach, 1710er Jahre; rückwärtiges Gebäude 18. Jahrhundert | Fotos hochladen                |
| Wohn- und Geschäftshaus                                  | Maximilianstraße 28 Lage                                              | um 1700                                | dreigeschossiges spätbarockes Wohnhaus, um 1700 | Fotos hochladen                |
| Wohn- und Geschäftshaus                                  | Maximilianstraße 29 Lage                                              | 1706                                   | spätbarockes Wohn- und Geschäftshaus, 1706 | Fotos hochladen                |
| Wohn- und Geschäftshaus                                  | Maximilianstraße 30 Lage                                              | 1707                                   | dreigeschossiges spätbarockes Wohn- und Geschäftshaus, 1707 | Fotos hochladen                |
| Haus Zum Strahlenberg                                    | Maximilianstraße 35 Lage                                              | 1701                                   | dreigeschossiges spätbarockes Dreifensterhaus, 1701 | Fotos hochladen                |
| Sonnenapotheke                                           | Maximilianstraße 40 Lage                                              | erstes Viertel des 19. Jahrhunderts    | frühklassizistisches Wohn- und Geschäftshaus, erstes Viertel des 19. Jahrhunderts, Erdgeschoss-Umbau 1930 | Fotos hochladen                |
| Haus Zum Rosenbaum                                       | Maximilianstraße 41 Lage                                              | 1700                                   | historisierender Walmdachbau, 1700, Aufstockung und Überformung 1869 | Fotos hochladen                |
| Haus Zum Mönch                                           | Maximilianstraße 42 Lage                                              | um 1700                                | dreigeschossiges Eckwohn- und Geschäftshaus, klassizistischer Walmdachbau, erste Hälfte des 19. Jahrhunderts, im Kern um 1700 | Fotos hochladen                |
| Wohn- und Geschäftshaus                                  | Maximilianstraße 47 Lage                                              | 1903                                   | dreigeschossiger neubarocker Mansarddachbau, 1903; tonnengewölbter Keller vor 1689 | Fotos hochladen                |
| Wohn- und Geschäftshaus                                  | Maximilianstraße 49 Lage                                              | um 1870                                | dreigeschossiges Wohn- und Geschäftshaus, um 1870, Architekt wohl Heinrich Jester | Fotos hochladen                |
| Altpörtel                                                | Maximilianstraße 54 Lage                                              | 13. Jahrhundert                        | Stadttor, 13. Jahrhundert; oberstes Geschoss mit Galerie und Walmdach 1511, Dach 1708 erneuert; eines der höchsten und bedeutendsten Stadttore Deutschlands | weitere Bilder Fotos hochladen |
| Wohn- und Geschäftshaus                                  | Maximilianstraße 55 Lage                                              | um 1840                                | Wohn- und Geschäftshaus, klassizistischer Walmdachbau, um 1840 | Fotos hochladen                |
| Wohn- und Geschäftshaus                                  | Maximilianstraße 56 Lage                                              | nach 1705                              | Wohn- und Geschäftshaus, teilweise Fachwerk, nach 1705, Umbau nach 1914 | weitere Bilder Fotos hochladen |
| Haustür                                                  | Maximilianstraße, an Nr. 58 Lage                                      | um 1910                                | rückwärtig: Jugendstil-Haustür, um 1910 | Fotos hochladen                |
| Inschrifttafel                                           | Maximilianstraße, an Nr. 70 Lage                                      | 1684                                   | Sandsteintafel, 1684 | Fotos hochladen                |
| Wohn- und Geschäftshaus                                  | Maximilianstraße 81 Lage                                              | 1841/42                                | dreigeschossiges spätklassizistisches Eckwohn- und Geschäftshaus, 1841/42; Keller teilweise vor 1689 | Fotos hochladen                |
| Wohn- und Geschäftshaus                                  | Maximilianstraße 86 Lage                                              | um 1700                                | spätbarockes Wohn- und Geschäftshaus, teilweise Fachwerk, um 1700 unter Verwendung älterer Teile, Arkaden-Ladeneinbau 1950, Architekt Ludwig Ihm | Fotos hochladen                |
| Alte Münze                                               | Maximilianstraße 90, Korngasse 1 Lage                                 | 1748                                   | 1748 als „Neues Kaufhaus“ mit Arkadenerdgeschoss erbaut, Aufstockung und Umbau bezeichnet 1874, Architekt Ludwig Jester | weitere Bilder Fotos hochladen |
| Kriegerdenkmal                                           | Maximilianstraße, bei Nr. 90 Lage                                     | 1930                                   | auch Kriegerbrunnen oder St. Georgsbrunnen; Denkmal für die Gefallenen des Ersten Weltkrieges, Brunnenanlage, 1930, Architekt: Karl Latteyer, Bildhauer: William Ohly | weitere Bilder Fotos hochladen |
| Wohnhaus                                                 | Maximilianstraße 99 Lage                                              | um 1700                                | großvolumiger spätbarocker Mansarddachbau, um 1700; tonnengewölbte Keller vor 1689 | Fotos hochladen                |
| Stadthaus                                                | Maximilianstraße 100 Lage                                             | 1903                                   | ehemalige Kreisversicherungsanstalt; anspruchsvoller dreigeschossiger Quaderbau, neubarocker Mansardwalmdachbau, 1903, Architekt Franz Schöberl | weitere Bilder Fotos hochladen |
| Wohnhaus                                                 | Mühlturmstraße 10 Lage                                                | nach 1850                              | anspruchsvolles Wohnhaus, klassizistische Motive, nach 1850 | Fotos hochladen                |
| Stadtmauer                                               | Mühlturmstraße, hinter Nr. 12–26 (gerade Nummern) Lage                |                                        | rückseitig Stadtmauer/-verlauf | BW                             |
| Villa                                                    | Mühlturmstraße 23 Lage                                                | 1895                                   | Villa, neuklassizistischer Walmdachbau, 1895, Architekt Franz Schöberl | Fotos hochladen                |
| Hofanlage                                                | Mühlturmstraße 50 Lage                                                | 18. Jahrhundert                        | hufeisenförmige Hofanlage; eingeschossiger Mansardwalmdachbau, 18. Jahrhundert, Wohnhaus, Stall- und Scheunenbauten 1821/22, klassizistischer Badpavillon mit gekurvtem Walmdach | Fotos hochladen                |
| Wohn- und Verwaltungsgebäude                             | Neufferstraße 2, Zeppelinstraße 6 Lage                                | 1914                                   | Wohn- und Verwaltungsbau der Ortskrankenkasse, Walmdachbauten in barockisierendem Heimatstil, 1914, Architekt Georg Weber | Fotos hochladen                |
| Wohnhaus                                                 | Neufferstraße 4 Lage                                                  | nach 1915                              | Wohnanlage für leitende Beamte der Post, langgestreckter Zeilenbau, nach 1915; mit Ausstattung | weitere Bilder Fotos hochladen |
| Wohnhaus                                                 | Neufferstraße 20 Lage                                                 | 1909/10                                | Eckwohnhaus, neubarocker Mansarddachbau, 1909/10, Architekt Ludwig Moos | Fotos hochladen                |
| Gasthaus „Zum Halbmond“                                  | Nikolausgasse 4 Lage                                                  | 1702                                   | Eckhaus, teilweise mit Zierfachwerk, bezeichnet 1702 | weitere Bilder Fotos hochladen |
| Wohn- und Geschäftshaus                                  | Obere Langgasse 5 Lage                                                | nach 1867                              | Wohn- und Geschäftshaus, später Maximilianstil, nach 1867, bauzeitliches Nebengebäude | Fotos hochladen                |
| Landwirtschaftliche Untersuchungs- und Forschungsanstalt | Obere Langgasse 40 Lage                                               | 1913–15                                | schlossartige Vierflügelanlage, neubarocke Walmdach- und Mansarddachbauten, 1913–15, Architekt Heinrich Ullmann | Fotos hochladen                |
| Postgalerie Speyer                                       | Postplatz 1 Lage                                                      | 1901 ff.                               | ehemalige Oberpostdirektion; schlossartiger dreigeschossiger neubarocker Mansarddachbau, Sandsteinquaderfassade, 1901 ff., Architekt Anton Geyer, Bildhauerarbeiten Fa. Grimm, mit Ausstattung; Erweiterung 1925, Architekt Heinrich Müller | weitere Bilder Fotos hochladen |
| Altpörtel-Café                                           | Postplatz 2 Lage                                                      | um 1860                                | Neurenaissancebau mit Pfeilerarkaden, um 1860, Umbau in den 1880er Jahren | weitere Bilder Fotos hochladen |
| Wohn- und Geschäftshaus                                  | Postplatz 4 Lage                                                      | vor 1894                               | dreigeschossiges gründerzeitliches Eckwohn- und Geschäftshaus, hausteingegliederter Backsteinbau, kurz vor 1894 | Fotos hochladen                |
| Wohnhaus                                                 | Postplatz 5 Lage                                                      | 18. Jahrhundert                        | barockes Wohnhaus mit Krüppelwalm, Satteldach mit heruntergezogenem Schopfwalm | Fotos hochladen                |
| Wohnhaus                                                 | Prinz-Luitpold-Straße 1/3 Lage                                        | 1888                                   | Doppelhaus, sandsteingegliederter Backsteinbau, später Maximilianstil, 1888 | Fotos hochladen                |
| Villa Mayer                                              | Prinz-Luitpold-Straße 4 Lage                                          | 1914                                   | Kopfbau der Dreihäuserzeile, 1914, Architekt Philipp Jakob Manz, Stuttgart | Fotos hochladen                |
| Wohnhaus                                                 | Prinz-Luitpold-Straße 6 Lage                                          | 1914                                   | Mittelbau der Dreihäuserzeile, 1914, Architekt Georg Weber | Fotos hochladen                |
| Wohnhaus                                                 | Prinz-Luitpold-Straße 7 Lage                                          | 1927/28                                | villenartiges Wohnhaus, kubischer Walmdachbau, 1927/28, Architekt Ludwig Ihm | Fotos hochladen                |
| Wohnhaus                                                 | Prinz-Luitpold-Straße 8 Lage                                          | 1910                                   | villenartiges Eckwohnhaus, Jugendstilbau, 1910, Architekt Georg Weber | Fotos hochladen                |
| Villa                                                    | Prinz-Luitpold-Straße 9 Lage                                          | 1926                                   | Walmdach-Villa, 1926, Architekt Emil Reichert | Fotos hochladen                |
| Wohnhaus                                                 | Prinz-Luitpold-Straße 10/12 Lage                                      | 1920/21                                | Offizierswohnungsbau für die französische Besatzungsarmee; weitläufiges Doppelhaus, zweieinhalbgeschossige Putzbauten, Heimatstil mit klassischen Motiven, 1920/21; mit Ausstattung | Fotos hochladen                |
| Brückenhaus                                              | Rheinallee 3 Lage                                                     | 1865                                   | ehemals Haus der Brückenwache, jetzt Schifffahrtsmuseum; eingeschossiger klassizistischer Walmdachbau, 1865 | weitere Bilder Fotos hochladen |
| Wohnhaus                                                 | Rheintorstraße 2 Lage                                                 | 18. Jahrhundert                        | spätbarockes Wohnhaus, teilweise Fachwerk (verputzt), 18. Jahrhundert | Fotos hochladen                |
| Wohnhaus                                                 | Rheintorstraße 3 Lage                                                 | erste Hälfte des 18. Jahrhunderts      | spätbarockes Dreifensterhaus, erste Hälfte des 18. Jahrhunderts | Fotos hochladen                |
| Wohnhaus                                                 | Rheintorstraße 4 Lage                                                 | 1737                                   | spätbarockes Wohnhaus, teilweise mit Zierfachwerk, bezeichnet 1737 | Fotos hochladen                |
| Stadtmauer                                               | Rheintorstraße, hinter Nr. 6–10 Lage                                  |                                        | rückseitig Stadtmauer/-verlauf | BW                             |
| Gasthaus zum Anker                                       | Rheintorstraße 10 Lage                                                | 19. Jahrhundert                        | Gasthaus der ehemaligen Ankerbrauerei; langgestreckter Putzbau, 19. Jahrhundert; straßenbildprägend | Fotos hochladen                |
| Wohnhäuser                                               | Richard-Wagner-Straße 1, 3 Lage                                       | 1921                                   | ehemals Wohnanlage für französische Offiziere; langgestreckter Baublock, sandsteingegliederter Mansardwalmdachbau, 1921 | Fotos hochladen                |
| Wohnhaus                                                 | Richard-Wagner-Straße 8 Lage                                          | 1928                                   | zweigeschossiges Gebäude, 1928, Architekt Ludwig Ihm | Fotos hochladen                |
| Roßmarktschule                                           | Roßmarktstraße 3a Lage                                                | 1892                                   | dreigeschossiger Gründerzeitbau, sandsteingegliederter Backsteinbau mit Walmdächern, 1892 | Fotos hochladen                |
| Wohnhaus                                                 | Roßmarktstraße 6 Lage                                                 | 18. oder 19. Jahrhundert               | Hofhaus, eingeschossiger spätbarocker Mansarddachbau, 18. oder 19. Jahrhundert | Fotos hochladen                |
| Stadtmauer                                               | Roßmarktstraße, in Nr. 11–23, 26, 27, 35 Lage                         |                                        | rückseitig Stadtmauer/-verlauf | Fotos hochladen                |
| Wohnhäuser                                               | Salierstraße 2, 6, 8, 10, 15, 17–26 Lage                              | 1910/12                                | zweieinhalbgeschossige gleichartige, individuell variierte Zeilenwohnhäuser, 1910/12 | weitere Bilder Fotos hochladen |
| Wohnhaus                                                 | Schraudolphstraße 6 Lage                                              | 1912                                   | zweigeschossiger Putzbau mit großem Zwerchhaus, 1912, Architekt Peter Brückner | weitere Bilder Fotos hochladen |
| Wohn- und Geschäftshaus                                  | Schustergasse 4 Lage                                                  | vor 1707                               | Dreifensterhaus mit Schopfwalm, vor 1707, Ausbau im frühen 19. Jahrhundert | Fotos hochladen                |
| Wohn- und Geschäftshaus                                  | Schustergasse 5 Lage                                                  | frühes 18. Jahrhundert                 | Dreifensterhaus mit Schopfwalm, frühes 18. Jahrhundert, Umbau in der ersten Hälfte des 19. Jahrhunderts | Fotos hochladen                |
| Wirtshaus Goldener Hirsch                                | Schustergasse 7/7a Lage                                               | erstes Jahrzehnt des 18. Jahrhunderts  | ehemaliges Wirtshaus, später Posthalterei; Eckhaus, großer Spätbarockbau, erstes Jahrzehnt des 18. Jahrhunderts mit Resten des 15. Jahrhunderts (Straßenecke); tonnengewölbte Keller vor 1689; spätgotische Skulptur des hl. Jost (Original im Museum) mit Inschriftenstein, bezeichnet 1462 | weitere Bilder Fotos hochladen |
| Wohn- und Geschäftshaus                                  | Schustergasse 8 Lage                                                  | 1712                                   | um Innenhof gruppierter Baukomplex mit spätbarockem Wohn- und Geschäftshaus, 1712; Wappenstein | Fotos hochladen                |
| Portal                                                   | Schustergasse, an Nr. 9 Lage                                          | 1916                                   | skulptierter Eingang, Jugendstiltür am 1916 umgebauten Wohnhaus, Architekt Georg Weber | Fotos hochladen                |
| Wohnhaus                                                 | Schützenstraße 1 Lage                                                 | vor 1900                               | anspruchsvolles Eckhaus, gründerzeitlicher Backsteinbau, kurz vor 1900, Architekt Heinrich Jester | Fotos hochladen                |
| Wohn- und Geschäftshaus                                  | Schützenstraße 7 Lage                                                 | 1870er Jahre                           | klassizistisches Zeilenwohn- und Geschäftshaus, 1870er Jahre | Fotos hochladen                |
| Wohnhaus                                                 | Schützenstraße 9 Lage                                                 | 1870er Jahre                           | frühgründerzeitliches Zeilenwohnhaus, sandsteingegliederter Putzbau, 1870er Jahre | weitere Bilder Fotos hochladen |
| Wohnhaus                                                 | Schützenstraße 11 Lage                                                | vor 1884                               | zweieinhalbgeschossiges Wohnhaus, gründerzeitlicher Mansarddachbau, vor 1884, Architekt Heinrich Jester | Fotos hochladen                |
| Wohnhäuser                                               | Schützenstraße 20–32 (gerade Nummern) Lage                            | 1925                                   | zusammenhängende gleichartige Wohnblocks, zwei- bzw. dreigeschossiger Walmdachbauten, 1925, Architekt Blumenthal | Fotos hochladen                |
| Wohnhaus                                                 | Schützenstraße 21 Lage                                                | 1922/23                                | Eckwohnhaus in klassizistischer Tradition, 1922/23, Architekt Georg Weber | Fotos hochladen                |
| Wohnhaus                                                 | Schwabsgasse 2 Lage                                                   | 1747                                   | spätbarockes Hofhaus, bezeichnet 1747; tonnengewölbte Keller vor 1689 | Fotos hochladen                |
| Wohnhaus                                                 | Schwabsgasse 9 Lage                                                   | nach 1821                              | eingeschossiges nachbarockes Wohnhaus, nach 1821 | Fotos hochladen                |
| Wohnhaus                                                 | Schwabsgasse 10 Lage                                                  | Mitte des 19. Jahrhunderts             | Eckwohnhaus, sandsteingegliederter Putzbau, Mitte des 19. Jahrhunderts | Fotos hochladen                |
| Wohnhaus                                                 | Schwerdstraße 1 Lage                                                  | 1860                                   | dreigeschossiges Eckwohnhaus, großvolumiger Walmdachbau, Neurenaissance 1860, Aufstockung 1910; mit Ausstattung | Fotos hochladen                |
| Wohnhaus                                                 | Schwerdstraße 3 Lage                                                  | 1895–97                                | viergeschossiges Eckwohnhaus, spätgründerzeitlicher Backsteinbau, 1895–97, Architekt Jakob Raisch | Fotos hochladen                |
| Wohnhaus                                                 | Schwerdstraße 19 Lage                                                 | 1887                                   | Zeilenwohnhaus, gründerzeitlicher Mansarddachbau, 1887; mit Ausstattung | Fotos hochladen                |
| Wohnhaus                                                 | Schwerdstraße 22/24 Lage                                              | um 1900                                | Doppelwohnhaus, sandsteingegliederter Putzbau, um 1900 | Fotos hochladen                |
| Wohnhaus                                                 | Schwerdstraße 23 Lage                                                 | 1886                                   | gründerzeitliches Eckwohnhaus, bezeichnet 1886 | Fotos hochladen                |
| Wohn- und Geschäftshaus                                  | Schwerdstraße 33 Lage                                                 | 1905                                   | dreigeschossiges Eckwohn- und Geschäftshaus, sandsteingegliederter Backsteinbau, Jugendstil, 1905, Architekt Bruno Urban; rückwärtig ehemaliges Backhaus | Fotos hochladen                |
| Wohnhäuser                                               | Siegbertstraße 1/3 und 5/7 Lage                                       | 1923                                   | Reichswohnungsbauten, zwei zusammengehörige Baublöcke mit Walmdächern, 1923, Architekt Georg Weber | Fotos hochladen                |
| Wohnhäuser                                               | Siegbertstraße 8, Wormser Straße 4, 6 und 8 Lage                      | 1921                                   | ehemalige Reichswohnungsbauten für verheiratete Offiziere und Beamte der französischen Besatzung, repräsentativer dreigeschossiger Baublock, Kopfbauten mit Mansarddächern, 1921; bauzeitliche Umfassungsmauer | Fotos hochladen                |
| Wohnhaus                                                 | Slevogtstraße 1 Lage                                                  | 1908/09                                | zweieinhalbgeschossiges Wohnhaus, sandsteingegliederter Putzbau, 1908/09 | weitere Bilder Fotos hochladen |
| Wohnhaus                                                 | Slevogtstraße 2 Lage                                                  | 1908/09                                | zweieinhalbgeschossiges Wohnhaus, sandsteingegliederter Putzbau, 1908/09 | weitere Bilder Fotos hochladen |
| Sonnenbrücke                                             | Sonnengasse Lage                                                      | vor 1242                               | zweibogiger spätmittelalterlicher Quaderbau, 1242 erstmals als Nikolausbrücke erwähnt | weitere Bilder Fotos hochladen |
| Wohnhaus                                                 | Sonnengasse 1 Lage                                                    | 1702                                   | spätbarockes Wohnhaus, teilweise Fachwerk; Wappenstein bezeichnet 1702 | weitere Bilder Fotos hochladen |
| Wohnhaus                                                 | Sonnengasse 3 Lage                                                    | frühes 18. Jahrhundert                 | spätbarockes Wohnhaus, frühes 18. Jahrhundert; Ladeneinbau 1927, Architekt Georg Schwarz | weitere Bilder Fotos hochladen |
| Wohnhaus                                                 | Sonnengasse 7 Lage                                                    | frühes 18. Jahrhundert                 | langgestrecktes eingeschossiges Wohnhaus, frühes 18. Jahrhundert; straßenbildprägend | weitere Bilder Fotos hochladen |
| Wohnhaus                                                 | St.-Guido-Stifts-Platz 1 Lage                                         | 1705                                   | Hofhaus, spätbarocker Walmdachbau, überdachte Torfahrt bezeichnet 1705 | Fotos hochladen                |
| Wohnhaus                                                 | St.-Guido-Stifts-Platz 5 Lage                                         | erste Hälfte des 19. Jahrhunderts      | langgestreckter dreigeschossiger Walmdachbau, erste Hälfte des 19. Jahrhunderts; neubarocke Aufstockung und Umformung 1909, Architekten Hermann Esch und Arno Anke (Mannheim) | Fotos hochladen                |
| Wohnhaus                                                 | St.-Guido-Stifts-Platz 6 Lage                                         | 1868                                   | schlossartiger eineinhalbgeschossiger sandsteingegliederter Backsteinbau mit Mansardwalmdach, 1868, Architekt Heinrich Jester; Ausstattung | Fotos hochladen                |
| Wohnhaus                                                 | St.-Guido-Stifts-Platz 7 Lage                                         | vor 1714                               | eineinhalbgeschossiges spätbarockes Wohnhaus, vor 1714 | Fotos hochladen                |
| Wohnhaus                                                 | St.-Guido-Stifts-Platz 9 Lage                                         | vor 1714                               | zweieinhalbgeschossige Hofhaus, vor 1714, Hofgebäude jünger | Fotos hochladen                |
| Wohnhaus                                                 | St.-Guido-Straße 14/16 Lage                                           | 1906/07                                | Walmdachbau, neuklassizistische Motive, 1906/07, Architekt Friedrich Graf | Fotos hochladen                |
| St.-Guido-Stift                                          | St.-Guido-Straße 19 Lage                                              | frühes 13. und 14. Jahrhundert         | Wohn- und Wirtschaftsgebäude des St.-Guido-Stiftes; gegen die Stadtmauer gebauter spätbarocker Putzbau mit Fenstern des frühen 13. und des 14. Jahrhunderts | Fotos hochladen                |
| Wohnhaus                                                 | St.-Guido-Straße 21 Lage                                              | 1896                                   | großvolumiges gründerzeitliches Doppelwohnhaus, sandsteingegliederter Backsteinbau, 1896, Architekt Friedrich Graf sen. | Fotos hochladen                |
| Wohnhaus                                                 | St.-Guido-Straße 25 Lage                                              | 1910                                   | Zeilenwohnhaus, hausteingegliederter Putzbau, 1910, Architekt Peter Graf, Heidelberg; mit Ausstattung | Fotos hochladen                |
| Wohnhäuser                                               | St.-Markus-Straße 2/4 Lage                                            | Mitte des 19. Jahrhunderts             | zeittypisch gegliederte Putzbauten, Mitte des 19. Jahrhunderts | Fotos hochladen                |
| Villa                                                    | St.-Markus-Straße 10 Lage                                             | 1904/05                                | zweieinhalbgeschossige Putzvilla mit Fachwerkgiebel, 1904/05, Architekt Georg Weber; mit Ausstattung | Fotos hochladen                |
| Villa                                                    | St.-Markus-Straße 12 Lage                                             | 1904/05                                | malerische Putzvilla mit Fachwerkgiebeln, 1904/05, Architekt Georg Weber; mit Ausstattung | Fotos hochladen                |
| Villa                                                    | St.-Markus-Straße 14 Lage                                             | 1904/05                                | malerische Putzvilla mit Fachwerkgiebeln, 1904/05, Architekt Georg Weber; Innenausstattung, Glasfenster; im Garten Holzlaube | Fotos hochladen                |
| Villa                                                    | St.-Markus-Straße 16 Lage                                             | 1911                                   | eineinhalbgeschossiger Mansarddachbau auf unregelmäßigem Grundriss, 1911, Architekt Peter Brückner | Fotos hochladen                |
| Stadtmauer                                               | St.-Markus-Straße, in Nr. 43 Lage                                     |                                        | Stadtmauer/-verlauf | Fotos hochladen                |
| St.-Valentins-Kapelle                                    | St.-Velten-Gasse 1 Lage                                               | um 1300                                | Ruine der St.-Valentins-Kapelle; Teile der Umfassungswände und Chorbogen, um 1300 | weitere Bilder Fotos hochladen |
| Wohnhaus                                                 | Steingasse 16 Lage                                                    | 1928                                   | zeittypisches Wohnhaus, Buntglasfenster, 1928, Architekt Ludwig Ihm, rückwärtig an die Stadtmauer grenzend | Fotos hochladen                |
| Stadtmauer                                               | Steingasse, hinter Nr. 17 Lage                                        |                                        | rückseitig Stadtmauer/-verlauf angrenzend | BW                             |
| Pfründnerhäuser des Domstifts                            | Stuhlbrudergasse 1–4 Lage                                             | Anfang des 18. Jahrhunderts            | ein- und zweigeschossige Mansarddachbauten, Anfang des 18. Jahrhunderts, Nr. 1 und 2 später aufgestockt | Fotos hochladen                |
| Jesuitenburse                                            | Stuhlbrudergasse 5 Lage                                               | nach 1714                              | großvolumiger spätbarocker Walmdachbau, bald nach 1714; tonnengewölbter Keller vor 1689; barockisierendes Remisengebäude, 19. Jahrhundert | weitere Bilder Fotos hochladen |
| Wohnhaus                                                 | Stuhlbrudergasse 6 Lage                                               | 1712                                   | spätbarockes Eckwohnhaus, teilweise Fachwerk, bezeichnet 1712 | weitere Bilder Fotos hochladen |
| Stadtmauer                                               | Untere Langgasse, hinter Nr. 5–21 (ungerade Nummern) Lage             |                                        | rückseitig Stadtmauer/-verlauf angrenzend | BW                             |
| Basisstein Süd                                           | Waldseer Straße, gegenüber Nr. 15a Lage                               | 1820                                   | Kubus aus Sandsteinplatten, 1820 | weitere Bilder Fotos hochladen |
| Wohnhaus                                                 | Webergasse 1 Lage                                                     | 18. Jahrhundert                        | Eckwohnhaus, spätbarock/klassizistischer Walmdachbau, 18. Jahrhundert | Fotos hochladen                |
| Verwaltungsgebäude                                       | Webergasse 11 Lage                                                    | um 1908                                | dreigeschossiges Bezirksamtsgebäude, jetzt Bischöfliches Ordinariat; schlossartiger neubarocker Mansardwalmdachbau, um 1908; Wandbrunnen mit Teilen des Portals von 1712 und Jugendstildekoration; an der Grundstücksnordseite Walmdachbau mit Ovalfenstern | Fotos hochladen                |
| Wohnhaus                                                 | Webergasse 12 Lage                                                    | frühes 18. Jahrhundert                 | spätbarockes Wohnhaus, frühes 18. Jahrhundert | Fotos hochladen                |
| Wohnhaus                                                 | Webergasse 13 Lage                                                    | 18. Jahrhundert                        | Wohnhaus, 18. Jahrhundert | Fotos hochladen                |
| Versicherungsgebäude                                     | Wormser Landstraße 2 Lage                                             | 1890–92                                | Gebäude der Bayerischen Brandversicherung; anspruchsvoller Neurenaissancebau mit Walmdach, 1890–92 | Fotos hochladen                |
| Torbogen                                                 | Wormser Landstraße, bei Nr. 7c Lage                                   | 1749                                   | spätbarocker Torbogen, bezeichnet 1749, von Ludwig Schnitzer, Gimmeldingen | Fotos hochladen                |
| Wohnhaus                                                 | Wormser Landstraße 19 Lage                                            | 1893                                   | gründerzeitliches Zeilenwohnhaus, sandsteingegliederter Ziegelbau, 1893, Architekt Joseph Raisch | Fotos hochladen                |
| Wohnhaus                                                 | Wormser Landstraße 20 Lage                                            | Ende des 18. Jahrhunderts              | ehemaliger Magazinbau der Königlich bayerischen Baumschule und Samenhandlung Velten, danach Kaserne, jetzt Wohnhaus; mächtiger dreigeschossiger sandsteingegliederter Backsteinbau, wohl vom Ende des 18. Jahrhunderts; zugehörig „Schweizerhaus“ im Garten, 1908, und klassizistische Villa, zweites Viertel des 19. Jahrhunderts | Fotos hochladen                |
| Wormser Warte                                            | Wormser Landstraße 265 Lage                                           | 1451                                   | Teil der im 15. Jahrhundert angelegten Speyerer Landwehr, viergeschossiger Turm mit Zeltdach, 1451; anschließend rundbogige Durchfahrt | Fotos hochladen                |
| Wohn- und Geschäftshaus                                  | Wormser Straße 2 Lage                                                 | vor 1729                               | ehemaliges Wirtshaus Zum goldenen Ochsen; langgestreckter Spätbarockbau, vor 1729, Torfahrt bezeichnet 1778 | weitere Bilder Fotos hochladen |
| Wohn- und Geschäftshaus                                  | Wormser Straße 4 Lage                                                 | frühes 18. Jahrhundert                 | langgestreckter Spätbarockbau, frühes 18. Jahrhundert | weitere Bilder Fotos hochladen |
| Haus zum Fegfeuer                                        | Wormser Straße 5 Lage                                                 | nach 1710                              | Wohn- und Geschäftshaus, kurz nach 1710, Ladeneinbau 1952; mittelalterlicher tonnengewölbter Keller | Fotos hochladen                |
| Wohn- und Geschäftshaus                                  | Wormser Straße 16 Lage                                                | zweites Viertel des 19. Jahrhunderts   | Zeilenwohn- und Geschäftshaus, wohl aus dem zweiten Viertel des 19. Jahrhunderts | Fotos hochladen                |
| Wohnhaus                                                 | Wormser Straße 20 Lage                                                | um 1820                                | dreigeschossiger Zeltdachbau, um 1820, Fachwerk-Aufstockung Ende des 19. Jahrhunderts | Fotos hochladen                |
| Wohnhaus                                                 | Wormser Straße 24 Lage                                                | 1712                                   | siebenachsiger Spätbarockbau, bezeichnet 1712, Portalrahmung 1784; tonnengewölbte Keller vor 1689 | Fotos hochladen                |
| Wohn- und Geschäftshaus                                  | Wormser Straße 37 Lage                                                | 18. Jahrhundert                        | im Kern spätbarockes Eckwohn- und Geschäftshaus | Fotos hochladen                |
| Kreuzgang des Augustinerklosters                         | Wormser Straße 39 Lage                                                | 15. Jahrhundert                        | spätgotische Maßwerkarkarden des Kreuzgangs des Augustinerklosters, 15. Jahrhundert | weitere Bilder Fotos hochladen |
| Amtsgericht und Gefängnisbau                             | Wormser Straße 41–43 Lage                                             | 1900–02                                | Neurenaissancebauten, 1900–02, Architekt Otto Baer | weitere Bilder Fotos hochladen |
| Geschäftshaus                                            | Wormser Straße 46 Lage                                                | 1820er Jahre                           | großvolumiges Geschäftshaus mit Mansarddach, 1820er Jahre; tonnengewölbte Keller vor 1689 | Fotos hochladen                |
| Wohn- und Geschäftshaus                                  | Wormser Straße 47 Lage                                                | 18. Jahrhundert                        | ehemaliges Zunfthaus der Bäcker; spätbarocker Putzbau; tonnengewölbter Keller vor 1689 | weitere Bilder Fotos hochladen |
| Stadtmauer                                               | Zeppelinstraße, hinter Nr. 1–9 (ungerade Nummern) Lage                |                                        | rückseitig Stadtmauer/-verlauf angrenzend | Fotos hochladen                |
| Stadtmauer                                               | Zeppelinstraße, hinter Nr. 31–39 (ungerade Nummern) Lage              |                                        | rückseitig Stadtmauer/-verlauf angrenzend | Fotos hochladen                |
| Vermessungspunkt                                         | südlich der Stadt; Flur In der Haingereut Lage                        | 1820                                   | Endpunkt B der Kleinen Speyerer Basis, 1820 | weitere Bilder Fotos hochladen |